# バレーボール第11回Vリーグ
バレーボール第11回Vリーグは、2004年11月3日から2005年3月20日にかけて行われたVリーグの大会である。

## 概要

### 日程
- 男子:2004年11月6日 - 2005年3月12日
- 女子:2004年11月3日 - 2005年3月20日

### 試合方法
男子4回戦（女子3回戦）総当たりのレギュラーラウンドを行う。通算成績の上位4チームがファイナルラウンドに進出し、上位2チームが優勝決定戦（3戦2勝制）を行う。

### 変更点
- レギュラーラウンドが男子3回戦から4回戦に、女子2回戦から3回戦に変更された。
- 優勝決定戦が2戦方式から3戦方式（2勝したチームが優勝）に変更された。

## 男子

### 参加チーム
| 前回順位 | チーム名             | 備考 |
| -------- | -------------------- | ---- |
| 1        | サントリーサンバーズ |      |
| 2        | JTサンダーズ         |      |
| 3        | 松下電器パンサーズ   |      |
| 4        | 堺ブレイザーズ       |      |
| 5        | NECブルーロケッツ    |      |
| 6        | 豊田合成トレフェルサ |      |
| 7        | 東レ・アローズ       |      |
| 8        | 旭化成スパーキッズ   |      |

### 1Leg

#### 11月6日
| #101 | 2004年11月6日 14:00 |                           |                                       |                                |                                                                  |
| #101 | 2004年11月6日 14:00 | NECブルーロケッツ （1敗） | 2 - 3 (20-25) (15-25) (25-21) (13-15) | サントリー・サンバーズ （1勝） | 大阪府立体育会館 観客数: 3,100人 主審: 利根川忠史 副審: 田野敏彦 |
| #101 | 2004年11月6日 14:00 |                           |                                       |                                | 大阪府立体育会館 観客数: 3,100人 主審: 利根川忠史 副審: 田野敏彦 |

| #102 | 2004年11月6日 16:40 |                            |                                       |                      |                                                              |
| #102 | 2004年11月6日 16:40 | 旭化成スパーキッズ （1敗） | 1 - 3 (25-20) (21-25) (31-33) (16-25) | JTサンダーズ （1勝） | 大阪府立体育会館 観客数: 2,850人 主審: 酒出修 副審: 山本和良 |
| #102 | 2004年11月6日 16:40 |                            |                                       |                      | 大阪府立体育会館 観客数: 2,850人 主審: 酒出修 副審: 山本和良 |

| #103 | 2004年11月6日 14:00 |                        |                                       |                                          |                                                          |
| #103 | 2004年11月6日 14:00 | 東レ・アローズ （1勝） | 3 - 1 (25-18) (22-25) (26-24) (25-16) | 松下電器パナソニック・パンサーズ （1敗） | 松下電器体育館 観客数: 2,200人 主審: 小柴滋 副審: 江下毅 |
| #103 | 2004年11月6日 14:00 |                        |                                       |                                          | 松下電器体育館 観客数: 2,200人 主審: 小柴滋 副審: 江下毅 |

| #104 | 2004年11月6日 15:00 |                        |                               |                              |                                                                  |
| #104 | 2004年11月6日 15:00 | 堺ブレイザーズ （1勝） | 3 - 1 (25-21) (22-25) (25-23) | 豊田合成トレフェルサ （1敗） | 堺市金岡公園体育館 観客数: 2,100人 主審: 石井洋壮 副審: 大塚春夫 |
| #104 | 2004年11月6日 15:00 |                        |                               |                              | 堺市金岡公園体育館 観客数: 2,100人 主審: 石井洋壮 副審: 大塚春夫 |

#### 11月7日
| #105 | 2004年11月7日 13:00 |                         |                               |                        |                                                                  |
| #105 | 2004年11月7日 13:00 | JTサンダーズ （1勝1敗） | 0 - 3 (23-25) (22-25) (21-25) | 東レ・アローズ （2勝） | 大阪府立体育会館 観客数: 2,200人 主審: 利根川忠史 副審: 大塚春夫 |
| #105 | 2004年11月7日 13:00 |                         |                               |                        | 大阪府立体育会館 観客数: 2,200人 主審: 利根川忠史 副審: 大塚春夫 |

| #106 | 2004年11月7日 15:01 |                              |                                               |                              |                                                            |
| #106 | 2004年11月7日 15:01 | 豊田合成トレフェルサ （2敗） | 2 - 3 (17-25) (21-25) (25-23) (25-22) (12-15) | NECブルーロケッツ （1勝1敗） | 大阪府立体育会館 観客数: 2,100人 主審: 酒出修 副審: 江下毅 |
| #106 | 2004年11月7日 15:01 |                              |                                               |                              | 大阪府立体育会館 観客数: 2,100人 主審: 酒出修 副審: 江下毅 |

| #107 | 2004年11月7日 14:00 |                            |                               |                                             |                                                                |
| #107 | 2004年11月7日 14:00 | 旭化成スパーキッズ （2敗） | 0 - 3 (17-25) (22-25) (19-25) | 松下電器パナソニック・パンサーズ （1勝1敗） | 松下電器体育館 観客数: 1,800人 主審: 高橋憲太郎 副審: 小林大樹 |
| #107 | 2004年11月7日 14:00 |                            |                               |                                             | 松下電器体育館 観客数: 1,800人 主審: 高橋憲太郎 副審: 小林大樹 |

| #108 | 2004年11月7日 15:00 |                        |                                       |                                   |                                                              |
| #108 | 2004年11月7日 15:00 | 堺ブレイザーズ （2勝） | 3 - 1 (30-28) (18-25) (25-19) (25-22) | サントリー・サンバーズ （1勝1敗） | 堺市金岡公園体育館 観客数: 3,000人 主審: 小柴滋 副審: 冨田満 |
| #108 | 2004年11月7日 15:00 |                        |                                       |                                   | 堺市金岡公園体育館 観客数: 3,000人 主審: 小柴滋 副審: 冨田満 |

#### 11月13日
| #109 | 2004年11月13日 13:00 |                                             |                               |                              |                                                                |
| #109 | 2004年11月13日 13:00 | 松下電器パナソニック・パンサーズ （2勝1敗） | 3 - 0 (25-23) (25-22) (25-20) | NECブルーロケッツ （1勝2敗） | 関市総合体育館 観客数: 1,800人 主審: 高橋憲太郎 副審: 小林健夫 |
| #109 | 2004年11月13日 13:00 |                                             |                               |                              | 関市総合体育館 観客数: 1,800人 主審: 高橋憲太郎 副審: 小林健夫 |

| #110 | 2004年11月13日 15:00 |                              |                                       |                        |                                                              |
| #110 | 2004年11月13日 15:00 | 豊田合成トレフェルサ （3敗） | 1 - 3 (16-25) (25-15) (20-25) (18-25) | 東レ・アローズ （3勝） | 関市総合体育館 観客数: 2,161人 主審: 伊藤博之 副審: 高橋弘二 |
| #110 | 2004年11月13日 15:00 |                              |                                       |                        | 関市総合体育館 観客数: 2,161人 主審: 伊藤博之 副審: 高橋弘二 |

| #111 | 2004年11月13日 14:00 |                         |                                       |                           |                                                                                      |
| #111 | 2004年11月13日 14:00 | JTサンダーズ （2勝1敗） | 3 - 1 (25-23) (26-24) (14-25) (28-26) | 堺ブレイザーズ （2勝1敗） | 廿日市市スポーツセンター（サンチェリー） 観客数: 1,800人 主審: 塚本健 副審: 冨田博一 |
| #111 | 2004年11月13日 14:00 |                         |                                       |                           | 廿日市市スポーツセンター（サンチェリー） 観客数: 1,800人 主審: 塚本健 副審: 冨田博一 |

| #112 | 2004年11月13日 16:20 |                            |                       |                                   |                                                                                        |
| #112 | 2004年11月13日 16:20 | 旭化成スパーキッズ （3敗） | 0 - 3 (20-25) (21-25) | サントリー・サンバーズ （2勝1敗） | 廿日市市スポーツセンター（サンチェリー） 観客数: 1,500人 主審: 石井洋壮 副審: 飯田一明 |
| #112 | 2004年11月13日 16:20 |                            |                       |                                   | 廿日市市スポーツセンター（サンチェリー） 観客数: 1,500人 主審: 石井洋壮 副審: 飯田一明 |

#### 11月14日
| #113 | 2004年11月14日 13:35 |                              |                                       |                        |                                                                |
| #113 | 2004年11月14日 13:35 | NECブルーロケッツ （1勝3敗） | 1 - 3 (25-22) (26-28) (22-25) (18-25) | 東レ・アローズ （4勝） | 名張市総合体育館 観客数: 1,400人 主審: 伊藤博之 副審: 大塚春夫 |
| #113 | 2004年11月14日 13:35 |                              |                                       |                        | 名張市総合体育館 観客数: 1,400人 主審: 伊藤博之 副審: 大塚春夫 |

| #114 | 2004年11月14日 15:55 |                                             |                               |                              |                                                                |
| #114 | 2004年11月14日 15:55 | 松下電器パナソニック・パンサーズ （3勝1敗） | 3 - 0 (25-18) (25-23) (25-15) | 豊田合成トレフェルサ （4敗） | 名張市総合体育館 観客数: 1,400人 主審: 高橋憲太郎 副審: 秦伸吾 |
| #114 | 2004年11月14日 15:55 |                                             |                               |                              | 名張市総合体育館 観客数: 1,400人 主審: 高橋憲太郎 副審: 秦伸吾 |

| #115 | 2004年11月14日 13:00 |                            |                               |                           |                                                                                        |
| #115 | 2004年11月14日 13:00 | 旭化成スパーキッズ （4敗） | 0 - 3 (25-27) (21-25) (18-25) | 堺ブレイザーズ （3勝1敗） | 廿日市市スポーツセンター（サンチェリー） 観客数: 1,500人 主審: 石井洋壮 副審: 冨田博一 |
| #115 | 2004年11月14日 13:00 |                            |                               |                           | 廿日市市スポーツセンター（サンチェリー） 観客数: 1,500人 主審: 石井洋壮 副審: 冨田博一 |

| #116 | 2004年11月14日 15:00 |                                   |                                       |                       |                                                                                      |
| #116 | 2004年11月14日 15:00 | サントリー・サンバーズ （2勝2敗） | 1 - 3 (25-19) (20-25) (26-28) (29-31) | JTサンダーズ （勝敗） | 廿日市市スポーツセンター（サンチェリー） 観客数: 1,800人 主審: 塚本健 副審: 飯田一明 |
| #116 | 2004年11月14日 15:00 |                                   |                                       |                       | 廿日市市スポーツセンター（サンチェリー） 観客数: 1,800人 主審: 塚本健 副審: 飯田一明 |

#### 11月20日
| #117 | 2004年11月20日 14:00 |                                   |                                       |                              |                                                                  |
| #117 | 2004年11月20日 14:00 | サントリー・サンバーズ （3勝2敗） | 3 - 1 (28-30) (25-15) (25-23) (25-17) | 豊田合成トレフェルサ （5敗） | 苫小牧市総合体育館 観客数: 1,279人 主審: 印藤智一 副審: 丸山道博 |
| #117 | 2004年11月20日 14:00 |                                   |                                       |                              | 苫小牧市総合体育館 観客数: 1,279人 主審: 印藤智一 副審: 丸山道博 |

| #118 | 2004年11月20日 16:15 |                                             |                                               |                         |                                                                |
| #118 | 2004年11月20日 16:15 | 松下電器パナソニック・パンサーズ （3勝2敗） | 2 - 3 (17-25) (25-18) (20-25) (25-22) (13-15) | JTサンダーズ （4勝1敗） | 苫小牧市総合体育館 観客数: 1,299人 主審: 酒出修 副審: 濱中昌志 |
| #118 | 2004年11月20日 16:15 |                                             |                                               |                         | 苫小牧市総合体育館 観客数: 1,299人 主審: 酒出修 副審: 濱中昌志 |

| #119 | 2004年11月20日 14:00 |                        |                               |                           |                                                            |
| #119 | 2004年11月20日 14:00 | 東レ・アローズ （5勝） | 3 - 0 (25-23) (25-15) (26-24) | 堺ブレイザーズ （3勝2敗） | 善通寺市民体育館 観客数: 1,200人 主審: 勝又正 副審: 小川浩 |
| #119 | 2004年11月20日 14:00 |                        |                               |                           | 善通寺市民体育館 観客数: 1,200人 主審: 勝又正 副審: 小川浩 |

| #120 | 2004年11月20日 16:00 |                              |                                               |                            |                                                                |
| #120 | 2004年11月20日 16:00 | NECブルーロケッツ （2勝3敗） | 3 - 2 (18-25) (25-22) (23-25) (25-23) (16-14) | 旭化成スパーキッズ （5敗） | 善通寺市民体育館 観客数: 1,200人 主審: 田野敏彦 副審: 萱原恭弘 |
| #120 | 2004年11月20日 16:00 |                              |                                               |                            | 善通寺市民体育館 観客数: 1,200人 主審: 田野敏彦 副審: 萱原恭弘 |

#### 11月21日
| #121 | 2004年11月21日 13:00 |                                 |                               |                         |                                                                  |
| #121 | 2004年11月21日 13:00 | 豊田合成トレフェルサ （1勝5敗） | 3 - 0 (25-20) (25-21) (25-23) | JTサンダーズ （4勝2敗） | 苫小牧市総合体育館 観客数: 1,229人 主審: 印藤智一 副審: 丸山道博 |
| #121 | 2004年11月21日 13:00 |                                 |                               |                         | 苫小牧市総合体育館 観客数: 1,229人 主審: 印藤智一 副審: 丸山道博 |

| #122 | 2004年11月21日 15:00 |                                             |                                       |                                   |                                                              |
| #122 | 2004年11月21日 15:00 | 松下電器パナソニック・パンサーズ （3勝3敗） | 1 - 3 (19-25) (25-18) (26-28) (23-25) | サントリー・サンバーズ （4勝2敗） | 苫小牧市総合体育館 観客数: 1,410人 主審: 酒出修 副審: 村中伸 |
| #122 | 2004年11月21日 15:00 |                                             |                                       |                                   | 苫小牧市総合体育館 観客数: 1,410人 主審: 酒出修 副審: 村中伸 |

| #123 | 2004年11月21日 13:05 |                            |                               |                        |                                                                |
| #123 | 2004年11月21日 13:05 | 旭化成スパーキッズ （6敗） | 0 - 3 (18-25) (20-25) (19-25) | 東レ・アローズ （6勝） | 善通寺市民体育館 観客数: 2,000人 主審: 田野敏彦 副審: 萱原恭弘 |
| #123 | 2004年11月21日 13:05 |                            |                               |                        | 善通寺市民体育館 観客数: 2,000人 主審: 田野敏彦 副審: 萱原恭弘 |

| #124 | 2004年11月21日 14:55 |                              |                                               |                           |                                                            |
| #124 | 2004年11月21日 14:55 | NECブルーロケッツ （2勝4敗） | 2 - 3 (21-25) (18-25) (26-24) (25-20) (10-15) | 堺ブレイザーズ （4勝2敗） | 善通寺市民体育館 観客数: 2,000人 主審: 勝又正 副審: 小川浩 |
| #124 | 2004年11月21日 14:55 |                              |                                               |                           | 善通寺市民体育館 観客数: 2,000人 主審: 勝又正 副審: 小川浩 |

#### 11月23日
| #125 | 2004年11月23日 13:00 |                            |                               |                                 |                                                              |
| #125 | 2004年11月23日 13:00 | 旭化成スパーキッズ （7敗） | 0 - 3 (20-25) (21-25) (27-29) | 豊田合成トレフェルサ （2勝5敗） | 水島緑地福田公園 観客数: 900人 主審: 冨田博一 副審: 寺岡謙治 |
| #125 | 2004年11月23日 13:00 |                            |                               |                                 | 水島緑地福田公園 観客数: 900人 主審: 冨田博一 副審: 寺岡謙治 |

| #126 | 2004年11月23日 14:00 |                                   |                                               |                        |                                                                  |
| #126 | 2004年11月23日 14:00 | サントリー・サンバーズ （4勝3敗） | 2 - 3 (20-25) (18-25) (25-19) (25-20) (13-15) | 東レ・アローズ （7勝） | 草薙総合運動場体育館 観客数: 2,800人 主審: 小柴滋 副審: 加藤孝仁 |
| #126 | 2004年11月23日 14:00 |                                   |                                               |                        | 草薙総合運動場体育館 観客数: 2,800人 主審: 小柴滋 副審: 加藤孝仁 |

#### 11月28日
| #127 | 2004年11月28日 13:03 |                         |                               |                              |                                                              |
| #127 | 2004年11月28日 13:03 | JTサンダーズ （5勝2敗） | 3 - 0 (25-21) (25-23) (25-19) | NECブルーロケッツ （2勝5敗） | 松江市総合体育館 観客数: 2,400人 主審: 加治健男 副審: 小山剛 |
| #127 | 2004年11月28日 13:03 |                         |                               |                              | 松江市総合体育館 観客数: 2,400人 主審: 加治健男 副審: 小山剛 |

| #128 | 2004年11月28日 15:00 |                                             |                                              |                           |                                                                |
| #128 | 2004年11月28日 15:00 | 松下電器パナソニック・パンサーズ （4勝3敗） | 3 - 2 (20-25) (18-25) (25-21) (25-22) (15-7) | 堺ブレイザーズ （4勝3敗） | 松江市総合体育館 観客数: 2,400人 主審: 石井洋壮 副審: 大塚春夫 |
| #128 | 2004年11月28日 15:00 |                                             |                                              |                           | 松江市総合体育館 観客数: 2,400人 主審: 石井洋壮 副審: 大塚春夫 |

#### 1Legの結果
| 順位 | チーム名                         | 試合数 | 勝数 | 敗数 | 勝率  | 備考           |
| ---- | -------------------------------- | ------ | ---- | ---- | ----- | -------------- |
| 1    | 東レ・アローズ                   | 7      | 7    | 0    | 1.000 |                |
| 2    | JTサンダーズ                     | 7      | 5    | 2    | 0.714 |                |
| 3    | 松下電器パナソニック・パンサーズ | 7      | 4    | 3    | 0.571 | セット率 1.455 |
| 4    | サントリーサンバーズ             | 7      | 4    | 3    | 0.571 | セット率 1.231 |
| 5    | 堺ブレイザーズ                   | 7      | 4    | 3    | 0.571 | セット率 1.154 |
| 6    | 豊田合成トレフェルサ             | 7      | 2    | 5    | 0.286 | セット率 0.733 |
| 7    | NECブルーロケッツ                | 7      | 2    | 5    | 0.286 | セット率 0.579 |
| 8    | 旭化成スパーキッズ               | 7      | 0    | 7    | 0.000 |                |

### 2Leg

#### 12月4日
| #129 | 2004年12月4日 14:00 |                                 |                               |                           |                                                                      |
| #129 | 2004年12月4日 14:00 | 豊田合成トレフェルサ （2勝6敗） | 0 - 3 (21-25) (22-25) (12-25) | 堺ブレイザーズ （5勝3敗） | 雄物川町町民体育館 観客数: 1,200人 主審: 佐々木克之 副審: 阿部広太郎 |
| #129 | 2004年12月4日 14:00 |                                 |                               |                           | 雄物川町町民体育館 観客数: 1,200人 主審: 佐々木克之 副審: 阿部広太郎 |

| #130 | 2004年12月4日 16:00 |                        |                               |                            |                                                                  |
| #130 | 2004年12月4日 16:00 | 東レ・アローズ （8勝） | 3 - 0 (25-22) (25-20) (25-18) | 旭化成スパーキッズ （8敗） | 雄物川町町民体育館 観客数: 1,300人 主審: 小林朝実 副審: 船木洋行 |
| #130 | 2004年12月4日 16:00 |                        |                               |                            | 雄物川町町民体育館 観客数: 1,300人 主審: 小林朝実 副審: 船木洋行 |

| #131 | 2004年12月4日 14:10 |                              |                               |                                   |                                                                                    |
| #131 | 2004年12月4日 14:10 | NECブルーロケッツ （3勝5敗） | 3 - 0 (25-21) (25-22) (25-20) | サントリー・サンバーズ （4勝4敗） | 箕面第一市民体育館（スカイアリーナ） 観客数: 2,000人 主審: 石井洋壮 副審: 大塚春夫 |
| #131 | 2004年12月4日 14:10 |                              |                               |                                   | 箕面第一市民体育館（スカイアリーナ） 観客数: 2,000人 主審: 石井洋壮 副審: 大塚春夫 |

| #132 | 2004年12月4日 14:00 |                                             |                               |                         |                                                                              |
| #132 | 2004年12月4日 14:00 | 松下電器パナソニック・パンサーズ （4勝4敗） | 0 - 3 (21-25) (23-25) (20-25) | JTサンダーズ （6勝2敗） | 呉市総合体育館（オークアリーナ） 観客数: 1,700人 主審: 塚本健 副審: 冨田博一 |
| #132 | 2004年12月4日 14:00 |                                             |                               |                         | 呉市総合体育館（オークアリーナ） 観客数: 1,700人 主審: 塚本健 副審: 冨田博一 |

#### 12月5日
| #133 | 2004年12月5日 13:00 |                           |                               |                            |                                                                |
| #133 | 2004年12月5日 13:00 | 堺ブレイザーズ （6勝3敗） | 3 - 0 (25-20) (29-27) (25-20) | 旭化成スパーキッズ （9敗） | 秋田市立体育館 観客数: 1,000人 主審: 佐々木克之 副審: 船木洋行 |
| #133 | 2004年12月5日 13:00 |                           |                               |                            | 秋田市立体育館 観客数: 1,000人 主審: 佐々木克之 副審: 船木洋行 |

| #134 | 2004年12月5日 15:00 |                        |                                               |                                 |                                                                |
| #134 | 2004年12月5日 15:00 | 東レ・アローズ （9勝） | 3 - 2 (26-28) (25-23) (25-19) (25-27) (15-11) | 豊田合成トレフェルサ （2勝7敗） | 秋田市立体育館 観客数: 1,100人 主審: 小林朝実 副審: 阿部広太郎 |
| #134 | 2004年12月5日 15:00 |                        |                                               |                                 | 秋田市立体育館 観客数: 1,100人 主審: 小林朝実 副審: 阿部広太郎 |

| #135 | 2004年12月5日 15:12 |                                             |                               |                                   |                                                                                    |
| #135 | 2004年12月5日 15:12 | 松下電器パナソニック・パンサーズ （4勝5敗） | 0 - 3 (23-25) (20-25) (23-25) | サントリー・サンバーズ （5勝4敗） | 箕面第一市民体育館（スカイアリーナ） 観客数: 2,400人 主審: 伊藤博之 副審: 石井洋壮 |
| #135 | 2004年12月5日 15:12 |                                             |                               |                                   | 箕面第一市民体育館（スカイアリーナ） 観客数: 2,400人 主審: 伊藤博之 副審: 石井洋壮 |

| #136 | 2004年12月5日 14:00 |                              |                               |                         |                                                                            |
| #136 | 2004年12月5日 14:00 | NECブルーロケッツ （3勝6敗） | 0 - 3 (20-25) (29-31) (16-25) | JTサンダーズ （7勝2敗） | 呉市総合体育館（オークアリーナ） 観客数: 1,500人 主審: 塚本健 副審: 原秀治 |
| #136 | 2004年12月5日 14:00 |                              |                               |                         | 呉市総合体育館（オークアリーナ） 観客数: 1,500人 主審: 塚本健 副審: 原秀治 |

#### 12月11日
| #137 | 2004年12月11日 14:00 |                           |                                               |                         |                                                                |
| #137 | 2004年12月11日 14:00 | 堺ブレイザーズ （6勝4敗） | 2 - 3 (19-25) (25-19) (25-20) (15-25) (13-15) | JTサンダーズ （8勝2敗） | 岡谷市民総合体育館 観客数: 2,291人 主審: 小柴滋 副審: 小林尚人 |
| #137 | 2004年12月11日 14:00 |                           |                                               |                         | 岡谷市民総合体育館 観客数: 2,291人 主審: 小柴滋 副審: 小林尚人 |

| #138 | 2004年12月11日 16:30 |                         |                                       |                                   |                                                                  |
| #138 | 2004年12月11日 16:30 | 東レ・アローズ （10勝） | 3 - 1 (25-20) (25-23) (20-25) (25-17) | サントリー・サンバーズ （5勝5敗） | 岡谷市民総合体育館 観客数: 2,308人 主審: 村上成司 副審: 鏡味照明 |
| #138 | 2004年12月11日 16:30 |                         |                                       |                                   | 岡谷市民総合体育館 観客数: 2,308人 主審: 村上成司 副審: 鏡味照明 |

| #139 | 2004年12月11日 14:00 |                                             |                                       |                             |                                                                |
| #139 | 2004年12月11日 14:00 | 松下電器パナソニック・パンサーズ （5勝5敗） | 3 - 1 (19-25) (25-20) (25-23) (25-18) | 旭化成スパーキッズ （10敗） | 春日井市総合体育館 観客数: 1,600人 主審: 中馬義郎 副審: 舘健一 |
| #139 | 2004年12月11日 14:00 |                                             |                                       |                             | 春日井市総合体育館 観客数: 1,600人 主審: 中馬義郎 副審: 舘健一 |

| #140 | 2004年12月11日 16:15 |                              |                                       |                                 |                                                                  |
| #140 | 2004年12月11日 16:15 | NECブルーロケッツ （4勝6敗） | 3 - 1 (24-26) (29-27) (25-19) (28-26) | 豊田合成トレフェルサ （2勝8敗） | 春日井市総合体育館 観客数: 2,400人 主審: 田野昭彦 副審: 浅見靖人 |
| #140 | 2004年12月11日 16:15 |                              |                                       |                                 | 春日井市総合体育館 観客数: 2,400人 主審: 田野昭彦 副審: 浅見靖人 |

#### 12月12日
| #141 | 2004年12月12日 13:00 |                           |                                       |                         |                                                                |
| #141 | 2004年12月12日 13:00 | 堺ブレイザーズ （6勝5敗） | 1 - 3 (25-16) (24-26) (16-25) (20-25) | 東レ・アローズ （11勝） | 松本市総合体育館 観客数: 3,800人 主審: 村上成司 副審: 中島俊昌 |
| #141 | 2004年12月12日 13:00 |                           |                                       |                         | 松本市総合体育館 観客数: 3,800人 主審: 村上成司 副審: 中島俊昌 |

| #142 | 2004年12月12日 15:15 |                         |                               |                                   |                                                              |
| #142 | 2004年12月12日 15:15 | JTサンダーズ （9勝2敗） | 3 - 0 (25-21) (25-18) (25-23) | サントリー・サンバーズ （5勝6敗） | 松本市総合体育館 観客数: 3,850人 主審: 小柴滋 副審: 鏡味照明 |
| #142 | 2004年12月12日 15:15 |                         |                               |                                   | 松本市総合体育館 観客数: 3,850人 主審: 小柴滋 副審: 鏡味照明 |

| #143 | 2004年12月12日 13:00 |                                             |                               |                              |                                                          |
| #143 | 2004年12月12日 13:00 | 松下電器パナソニック・パンサーズ （5勝6敗） | 0 - 3 (24-26) (19-25) (25-27) | NECブルーロケッツ （5勝6敗） | 刈谷市体育館 観客数: 1,800人 主審: 中馬義郎 副審: 舘健一 |
| #143 | 2004年12月12日 13:00 |                                             |                               |                              | 刈谷市体育館 観客数: 1,800人 主審: 中馬義郎 副審: 舘健一 |

| #144 | 2004年12月12日 15:00 |                                 |                                               |                             |                                                          |
| #144 | 2004年12月12日 15:00 | 豊田合成トレフェルサ （3勝8敗） | 3 - 2 (25-22) (26-24) (21-25) (16-25) (15-13) | 旭化成スパーキッズ （11敗） | 刈谷市体育館 観客数: 1,600人 主審: 田野昭彦 副審: 大下孝 |
| #144 | 2004年12月12日 15:00 |                                 |                                               |                             | 刈谷市体育館 観客数: 1,600人 主審: 田野昭彦 副審: 大下孝 |

#### 12月18日
| #145 | 2004年12月18日 14:00 |                                             |                               |                           |                                                            |
| #145 | 2004年12月18日 14:00 | 松下電器パナソニック・パンサーズ （6勝6敗） | 3 - 0 (25-23) (26-24) (25-22) | 堺ブレイザーズ （6勝6敗） | 東京体育館 観客数: 2,940人 主審: 利根川忠史 副審: 田中昭彦 |
| #145 | 2004年12月18日 14:00 |                                             |                               |                           | 東京体育館 観客数: 2,940人 主審: 利根川忠史 副審: 田中昭彦 |

| #146 | 2004年12月18日 16:02 |                         |                                       |                         |                                                      |
| #146 | 2004年12月18日 16:02 | JTサンダーズ （9勝3敗） | 1 - 3 (25-19) (20-25) (26-28) (17-25) | 東レ・アローズ （12勝） | 東京体育館 観客数: 3,301人 主審: 小柴滋 副審: 仲博史 |
| #146 | 2004年12月18日 16:02 |                         |                                       |                         | 東京体育館 観客数: 3,301人 主審: 小柴滋 副審: 仲博史 |

| #147 | 2004年12月18日 14:07 |                                   |                               |                                 |                                                                    |
| #147 | 2004年12月18日 14:07 | サントリー・サンバーズ （6勝6敗） | 3 - 0 (25-16) (25-23) (25-19) | 豊田合成トレフェルサ （3勝9敗） | 小瀬スポーツ公園体育館 観客数: 1,092人 主審: 冨田満 副審: 大澤正弘 |
| #147 | 2004年12月18日 14:07 |                                   |                               |                                 | 小瀬スポーツ公園体育館 観客数: 1,092人 主審: 冨田満 副審: 大澤正弘 |

| #148 | 2004年12月18日 13:10 |                              |                                       |                             |                                                                |
| #148 | 2004年12月18日 13:10 | NECブルーロケッツ （6勝6敗） | 3 - 1 (25-20) (25-17) (23-25) (25-15) | 旭化成スパーキッズ （12敗） | 町田市立総合体育館 観客数: 3,000人 主審: 勝又正 副審: 田代英明 |
| #148 | 2004年12月18日 13:10 |                              |                                       |                             | 町田市立総合体育館 観客数: 3,000人 主審: 勝又正 副審: 田代英明 |

#### 12月19日
| #149 | 2004年12月19日 13:00 |                                 |                               |                         |                                                          |
| #149 | 2004年12月19日 13:00 | 豊田合成トレフェルサ （4勝9敗） | 3 - 0 (25-18) (25-21) (25-17) | JTサンダーズ （9勝4敗） | 東京体育館 観客数: 2,316人 主審: 田中昭彦 副審: 山田道人 |
| #149 | 2004年12月19日 13:00 |                                 |                               |                         | 東京体育館 観客数: 2,316人 主審: 田中昭彦 副審: 山田道人 |

| #150 | 2004年12月19日 15:00 |                                             |                                       |                         |                                                        |
| #150 | 2004年12月19日 15:00 | 松下電器パナソニック・パンサーズ （6勝7敗） | 1 - 3 (23-25) (25-22) (17-25) (14-25) | 東レ・アローズ （勝敗） | 東京体育館 観客数: 2,815人 主審: 勝又正 副審: 西澤裕之 |
| #150 | 2004年12月19日 15:00 |                                             |                                       |                         | 東京体育館 観客数: 2,815人 主審: 勝又正 副審: 西澤裕之 |

| #151 | 2004年12月19日 13:00 |                                   |                                               |                                |                                                                    |
| #151 | 2004年12月19日 13:00 | サントリー・サンバーズ （6勝7敗） | 2 - 3 (22-25) (25-17) (25-21) (21-25) (26-28) | 旭化成スパーキッズ （1勝12敗） | 小瀬スポーツ公園体育館 観客数: 1,553人 主審: 冨田満 副審: 大澤正弘 |
| #151 | 2004年12月19日 13:00 |                                   |                                               |                                | 小瀬スポーツ公園体育館 観客数: 1,553人 主審: 冨田満 副審: 大澤正弘 |

| #152 | 2004年12月19日 12:00 |                              |                                       |                           |                                                                    |
| #152 | 2004年12月19日 12:00 | NECブルーロケッツ （7勝6敗） | 3 - 1 (25-20) (25-21) (18-25) (25-21) | 堺ブレイザーズ （6勝7敗） | 町田市立総合体育館 観客数: 3,100人 主審: 利根川忠史 副審: 田代英明 |
| #152 | 2004年12月19日 12:00 |                              |                                       |                           | 町田市立総合体育館 観客数: 3,100人 主審: 利根川忠史 副審: 田代英明 |

#### 12月23日
| #153 | 2004年12月23日 13:00 |                                  |                                               |                                             |                                                                |
| #153 | 2004年12月23日 13:00 | 豊田合成トレフェルサ （4勝10敗） | 2 - 3 (25-18) (23-25) (12-25) (25-22) (11-15) | 松下電器パナソニック・パンサーズ （7勝7敗） | 田川市総合体育館 観客数: 1,955人 主審: 中馬義郎 副審: 須藤義宏 |
| #153 | 2004年12月23日 13:00 |                                  |                                               |                                             | 田川市総合体育館 観客数: 1,955人 主審: 中馬義郎 副審: 須藤義宏 |

| #154 | 2004年12月23日 15:35 |                                |                                               |                         |                                                              |
| #154 | 2004年12月23日 15:35 | 旭化成スパーキッズ （2勝12敗） | 3 - 2 (22-25) (25-21) (20-25) (25-16) (15-13) | JTサンダーズ （9勝5敗） | 田川市総合体育館 観客数: 2,423人 主審: 代居正巳 副審: 塚本健 |
| #154 | 2004年12月23日 15:35 |                                |                                               |                         | 田川市総合体育館 観客数: 2,423人 主審: 代居正巳 副審: 塚本健 |

| #155 | 2004年12月23日 13:00 |                              |                       |                         |                                                                |
| #155 | 2004年12月23日 13:00 | NECブルーロケッツ （7勝7敗） | 0 - 3 (22-25) (20-25) | 東レ・アローズ （14勝） | 小山町総合体育館 観客数: 1,200人 主審: 田野昭彦 副審: 佐野拓男 |
| #155 | 2004年12月23日 13:00 |                              |                       |                         | 小山町総合体育館 観客数: 1,200人 主審: 田野昭彦 副審: 佐野拓男 |

| #156 | 2004年12月23日 15:06 |                           |                               |                                   |                                                              |
| #156 | 2004年12月23日 15:06 | 堺ブレイザーズ （7勝7敗） | 3 - 1 (24-26) (25-19) (25-17) | サントリー・サンバーズ （6勝8敗） | 金岡公園体育館 観客数: 3,200人 主審: 高橋憲太郎 副審: 江下毅 |
| #156 | 2004年12月23日 15:06 |                           |                               |                                   | 金岡公園体育館 観客数: 3,200人 主審: 高橋憲太郎 副審: 江下毅 |

#### 2Legの結果
| 順位 | チーム名                         | 試合数 | 勝数 | 敗数 | 勝率  | 備考           |
| ---- | -------------------------------- | ------ | ---- | ---- | ----- | -------------- |
| 1    | 東レ・アローズ                   | 7      | 7    | 0    | 1.000 |                |
| 2    | NECブルーロケッツ                | 7      | 5    | 2    | 0.714 |                |
| 3    | JTサンダーズ                     | 7      | 4    | 3    | 0.571 |                |
| 4    | 堺ブレイザーズ                   | 7      | 3    | 4    | 0.429 | セット率 1.000 |
| 5    | 松下電器パナソニック・パンサーズ | 7      | 3    | 4    | 0.429 | セット率 0.667 |
| 6    | サントリーサンバーズ             | 7      | 2    | 5    | 0.286 | セット率 0.667 |
| 7    | 豊田合成トレフェルサ             | 7      | 2    | 5    | 0.286 | セット率 0.647 |
| 8    | 旭化成スパーキッズ               | 7      | 2    | 5    | 0.286 | セット率 0.526 |

### 3Leg

#### 1月8日
| #157 | 2005年1月8日 14:08 |                                             |                                       |                           |                                                                      |
| #157 | 2005年1月8日 14:08 | 松下電器パナソニック・パンサーズ （8勝7敗） | 3 - 1 (25-18) (12-25) (25-19) (25-22) | 堺ブレイザーズ （7勝8敗） | さいたま市記念総合体育館 観客数: 2,157人 主審: 冨田満 副審: 田代英明 |
| #157 | 2005年1月8日 14:08 |                                             |                                       |                           | さいたま市記念総合体育館 観客数: 2,157人 主審: 冨田満 副審: 田代英明 |

| #158 | 2005年1月8日 16:25 |                                |                                               |                                   |                                                                            |
| #158 | 2005年1月8日 16:25 | 旭化成スパーキッズ （2勝13敗） | 2 - 3 (25-13) (20-25) (23-25) (25-23) (12-15) | サントリー・サンバーズ （7勝8敗） | さいたま市記念総合体育館 観客数: 2,094人 主審: 利根川忠史 副審: 小野沢一宏 |
| #158 | 2005年1月8日 16:25 |                                |                                               |                                   | さいたま市記念総合体育館 観客数: 2,094人 主審: 利根川忠史 副審: 小野沢一宏 |

| #159 | 2005年1月8日 14:00 |                         |                                       |                              |                                                              |
| #159 | 2005年1月8日 14:00 | JTサンダーズ （9勝6敗） | 1 - 3 (25-18) (27-29) (23-25) (18-25) | NECブルーロケッツ （8勝7敗） | 米子産業体育館 観客数: 1,900人 主審: 伊藤博之 副審: 遠藤保司 |
| #159 | 2005年1月8日 14:00 |                         |                                       |                              | 米子産業体育館 観客数: 1,900人 主審: 伊藤博之 副審: 遠藤保司 |

| #160 | 2005年1月8日 16:32 |                         |                                               |                                  |                                                              |
| #160 | 2005年1月8日 16:32 | 東レ・アローズ （15勝） | 3 - 2 (22-25) (25-21) (25-22) (23-25) (15-10) | 豊田合成トレフェルサ （4勝11敗） | 米子産業体育館 観客数: 1,900人 主審: 冨田博一 副審: 石井洋壮 |
| #160 | 2005年1月8日 16:32 |                         |                                               |                                  | 米子産業体育館 観客数: 1,900人 主審: 冨田博一 副審: 石井洋壮 |

#### 1月9日
| #161 | 2005年1月9日 13:05 |                                |                               |                                             |                                                                        |
| #161 | 2005年1月9日 13:05 | 旭化成スパーキッズ （2勝14敗） | 0 - 3 (20-25) (18-25) (17-25) | 松下電器パナソニック・パンサーズ （9勝7敗） | 藤沢市秋葉台文化体育館 観客数: 1,400人 主審: 利根川忠史 副審: 土佐和樹 |
| #161 | 2005年1月9日 13:05 |                                |                               |                                             | 藤沢市秋葉台文化体育館 観客数: 1,400人 主審: 利根川忠史 副審: 土佐和樹 |

| #162 | 2005年1月9日 15:00 |                           |                                       |                                   |                                                                    |
| #162 | 2005年1月9日 15:00 | 堺ブレイザーズ （7勝9敗） | 1 - 3 (23-25) (20-25) (25-19) (21-25) | サントリー・サンバーズ （8勝8敗） | 藤沢市秋葉台文化体育館 観客数: 1,600人 主審: 勝又正 副審: 田代英明 |
| #162 | 2005年1月9日 15:00 |                           |                                       |                                   | 藤沢市秋葉台文化体育館 観客数: 1,600人 主審: 勝又正 副審: 田代英明 |

| #163 | 2005年1月9日 13:00 |                         |                                       |                         |                                                              |
| #163 | 2005年1月9日 13:00 | JTサンダーズ （9勝7敗） | 1 - 3 (25-21) (23-25) (16-25) (23-25) | 東レ・アローズ （16勝） | 島根県民体育館 観客数: 2,200人 主審: 伊藤博之 副審: 冨田博一 |
| #163 | 2005年1月9日 13:00 |                         |                                       |                         | 島根県民体育館 観客数: 2,200人 主審: 伊藤博之 副審: 冨田博一 |

| #164 | 2005年1月9日 15:15 |                              |                                       |                                  |                                                              |
| #164 | 2005年1月9日 15:15 | NECブルーロケッツ （8勝8敗） | 2 - 3 (18-25) (25-22) (23-25) (13-15) | 豊田合成トレフェルサ （5勝11敗） | 島根県民体育館 観客数: 2,200人 主審: 石井洋壮 副審: 遠藤保司 |
| #164 | 2005年1月9日 15:15 |                              |                                       |                                  | 島根県民体育館 観客数: 2,200人 主審: 石井洋壮 副審: 遠藤保司 |

#### 1月15日
| #165 | 2005年1月15日 14:00 |                            |                                       |                         |                                                              |
| #165 | 2005年1月15日 14:00 | 堺ブレイザーズ （7勝10敗） | 1 - 3 (17-25) (21-25) (25-23) (15-25) | 東レ・アローズ （17勝） | 玉野市総合体育館 観客数: 950人 主審: 大塚達也 副審: 山本浩之 |
| #165 | 2005年1月15日 14:00 |                            |                                       |                         | 玉野市総合体育館 観客数: 950人 主審: 大塚達也 副審: 山本浩之 |

| #166 | 2005年1月15日 16:15 |                              |                                       |                                |                                                                |
| #166 | 2005年1月15日 16:15 | NECブルーロケッツ （9勝8敗） | 3 - 1 (25-18) (20-25) (25-18) (25-16) | 旭化成スパーキッズ （2勝15敗） | 玉野市総合体育館 観客数: 1,300人 主審: 田野昭彦 副審: 山本和良 |
| #166 | 2005年1月15日 16:15 |                              |                                       |                                | 玉野市総合体育館 観客数: 1,300人 主審: 田野昭彦 副審: 山本和良 |

| #167 | 2005年1月15日 14:00 |                                   |                               |                                             |                                                                                          |
| #167 | 2005年1月15日 14:00 | サントリー・サンバーズ （9勝8敗） | 3 - 0 (25-22) (25-19) (25-17) | 松下電器パナソニック・パンサーズ （9勝8敗） | 広島県立総合体育館（広島グリーンアリーナ） 観客数: 3,100人 主審: 石井洋壮 副審: 横山寿一 |
| #167 | 2005年1月15日 14:00 |                                   |                               |                                             | 広島県立総合体育館（広島グリーンアリーナ） 観客数: 3,100人 主審: 石井洋壮 副審: 横山寿一 |

| #168 | 2005年1月15日 16:00 |                          |                                               |                                  |                                                                                          |
| #168 | 2005年1月15日 16:00 | JTサンダーズ （10勝7敗） | 3 - 2 (27-29) (25-21) (19-25) (25-23) (15-12) | 豊田合成トレフェルサ （5勝12敗） | 広島県立総合体育館（広島グリーンアリーナ） 観客数: 3,850人 主審: 中馬義郎 副審: 冨田博一 |
| #168 | 2005年1月15日 16:00 |                          |                                               |                                  | 広島県立総合体育館（広島グリーンアリーナ） 観客数: 3,850人 主審: 中馬義郎 副審: 冨田博一 |

#### 1月16日
| #169 | 2005年1月16日 13:00 |                         |                               |                              |                                                            |
| #169 | 2005年1月16日 13:00 | 東レ・アローズ （18勝） | 3 - 0 (25-19) (25-16) (25-19) | NECブルーロケッツ （9勝9敗） | 高梁市民体育館 観客数: 990人 主審: 山本和良 副審: 田野昭彦 |
| #169 | 2005年1月16日 13:00 |                         |                               |                              | 高梁市民体育館 観客数: 990人 主審: 山本和良 副審: 田野昭彦 |

| #170 | 2005年1月16日 15:00 |                                |                                       |                            |                                                              |
| #170 | 2005年1月16日 15:00 | 旭化成スパーキッズ （2勝16敗） | 1 - 3 (21-25) (25-27) (25-23) (18-25) | 堺ブレイザーズ （8勝10敗） | 高梁市民体育館 観客数: 1,524人 主審: 大塚達也 副審: 織本昌朗 |
| #170 | 2005年1月16日 15:00 |                                |                                       |                            | 高梁市民体育館 観客数: 1,524人 主審: 大塚達也 副審: 織本昌朗 |

| #171 | 2005年1月16日 13:05 |                                  |                                       |                                              |                                                                                          |
| #171 | 2005年1月16日 13:05 | 豊田合成トレフェルサ （5勝13敗） | 1 - 3 (20-25) (13-25) (25-23) (21-25) | 松下電器パナソニック・パンサーズ （10勝8敗） | 広島県立総合体育館（広島グリーンアリーナ） 観客数: 3,500人 主審: 石井洋壮 副審: 横山寿一 |
| #171 | 2005年1月16日 13:05 |                                  |                                       |                                              | 広島県立総合体育館（広島グリーンアリーナ） 観客数: 3,500人 主審: 石井洋壮 副審: 横山寿一 |

| #172 | 2005年1月16日 15:10 |                          |                                               |                                   |                                                                                          |
| #172 | 2005年1月16日 15:10 | JTサンダーズ （11勝7敗） | 3 - 2 (23-25) (25-18) (23-25) (25-17) (21-19) | サントリー・サンバーズ （9勝9敗） | 広島県立総合体育館（広島グリーンアリーナ） 観客数: 4,850人 主審: 中馬義郎 副審: 冨田博一 |
| #172 | 2005年1月16日 15:10 |                          |                                               |                                   | 広島県立総合体育館（広島グリーンアリーナ） 観客数: 4,850人 主審: 中馬義郎 副審: 冨田博一 |

#### 1月22日
| #173 | 2005年1月22日 13:08 |                          |                                              |                                              |                                                          |
| #173 | 2005年1月22日 13:08 | JTサンダーズ （12勝7敗） | 3 - 2 (25-13) (21-25) (15-25) (28-26) (15-9) | 松下電器パナソニック・パンサーズ （10勝9敗） | 東京体育館 観客数: 3,600人 主審: 田中昭彦 副審: 小林朝実 |
| #173 | 2005年1月22日 13:08 |                          |                                              |                                              | 東京体育館 観客数: 3,600人 主審: 田中昭彦 副審: 小林朝実 |

| #174 | 2005年1月22日 15:37 |                               |                                       |                            |                                                          |
| #174 | 2005年1月22日 15:37 | NECブルーロケッツ （10勝9敗） | 3 - 1 (25-18) (17-25) (25-21) (25-19) | 堺ブレイザーズ （8勝11敗） | 東京体育館 観客数: 4,000人 主審: 印藤智一 副審: 野村考一 |
| #174 | 2005年1月22日 15:37 |                               |                                       |                            | 東京体育館 観客数: 4,000人 主審: 印藤智一 副審: 野村考一 |

| #175 | 2005年1月22日 14:00 |                                |                                       |                         |                                                            |
| #175 | 2005年1月22日 14:00 | 旭化成スパーキッズ （2勝17敗） | 1 - 3 (25-20) (17-25) (22-25) (19-25) | 東レ・アローズ （19勝） | 三島市民体育館 観客数: 1,300人 主審: 冨田満 副審: 加藤孝仁 |
| #175 | 2005年1月22日 14:00 |                                |                                       |                         | 三島市民体育館 観客数: 1,300人 主審: 冨田満 副審: 加藤孝仁 |

| #176 | 2005年1月22日 14:00 |                                    |                                               |                                  |                                                            |
| #176 | 2005年1月22日 14:00 | サントリー・サンバーズ （9勝10敗） | 2 - 3 (21-25) (20-25) (25-20) (25-17) (13-15) | 豊田合成トレフェルサ （6勝13敗） | 稲沢市総合体育館 観客数: 1,650人 主審: 勝又正 副審: 舘健一 |
| #176 | 2005年1月22日 14:00 |                                    |                                               |                                  | 稲沢市総合体育館 観客数: 1,650人 主審: 勝又正 副審: 舘健一 |

#### 1月23日
| #177 | 2005年1月23日 13:05 |                          |                       |                            |                                                        |
| #177 | 2005年1月23日 13:05 | JTサンダーズ （13勝7敗） | 3 - 0 (25-20) (25-17) | 堺ブレイザーズ （8勝12敗） | 東京体育館 観客数: 4,100人 主審: 大塚達也 副審: 小柴滋 |
| #177 | 2005年1月23日 13:05 |                          |                       |                            | 東京体育館 観客数: 4,100人 主審: 大塚達也 副審: 小柴滋 |

| #178 | 2005年1月23日 15:00 |                               |                               |                                               |                                                        |
| #178 | 2005年1月23日 15:00 | NECブルーロケッツ （11勝9敗） | 3 - 0 (25-21) (26-24) (25-19) | 松下電器パナソニック・パンサーズ （10勝10敗） | 東京体育館 観客数: 5,800人 主審: 印藤智一 副審: 水間尚 |
| #178 | 2005年1月23日 15:00 |                               |                               |                                               | 東京体育館 観客数: 5,800人 主審: 印藤智一 副審: 水間尚 |

| #179 | 2005年1月23日 13:00 |                                    |                                       |                         |                                                            |
| #179 | 2005年1月23日 13:00 | サントリー・サンバーズ （9勝11敗） | 1 - 3 (27-29) (25-21) (35-37) (17-25) | 東レ・アローズ （20勝） | 三島市民体育館 観客数: 1,450人 主審: 冨田満 副審: 佐藤拓男 |
| #179 | 2005年1月23日 13:00 |                                    |                                       |                         | 三島市民体育館 観客数: 1,450人 主審: 冨田満 副審: 佐藤拓男 |

| #180 | 2005年1月23日 13:15 |                                |                       |                                  |                                                            |
| #180 | 2005年1月23日 13:15 | 旭化成スパーキッズ （3勝17敗） | 3 - 0 (25-21) (25-22) | 豊田合成トレフェルサ （6勝14敗） | 稲沢市総合体育館 観客数: 920人 主審: 勝又正 副審: 浅見靖人 |
| #180 | 2005年1月23日 13:15 |                                |                       |                                  | 稲沢市総合体育館 観客数: 920人 主審: 勝又正 副審: 浅見靖人 |

#### 1月30日
| #181 | 2005年1月30日 14:02 |                            |                               |                                               |                                                                  |
| #181 | 2005年1月30日 14:02 | 東レ・アローズ （20勝1敗） | 0 - 3 (23-25) (22-25) (20-25) | 松下電器パナソニック・パンサーズ （11勝10敗） | いきいきランド交野 観客数: 2,850人 主審: 高橋憲太郎 副審: 江下毅 |
| #181 | 2005年1月30日 14:02 |                            |                               |                                               | いきいきランド交野 観客数: 2,850人 主審: 高橋憲太郎 副審: 江下毅 |

東レ・アローズの開幕連勝記録が20でストップしたが、Vリーグ男子の新記録を樹立。これまでの連勝記録は、松下電器パナソニック・パンサーズの14連勝。旧日本リーグ時代を含めると、富士フイルムの45連勝が最高記録。
| #182 | 2005年1月30日 13:00 |                               |                               |                                    |                                                            |
| #182 | 2005年1月30日 13:00 | NECブルーロケッツ （12勝9敗） | 3 - 0 (25-22) (26-24) (25-21) | サントリー・サンバーズ （9勝12敗） | 仙台市体育館 観客数: 4,437人 主審: 村上成司 副審: 佐々木功 |
| #182 | 2005年1月30日 13:00 |                               |                               |                                    | 仙台市体育館 観客数: 4,437人 主審: 村上成司 副審: 佐々木功 |

| #183 | 2005年1月30日 13:00 |                          |                               |                                |                                                              |
| #183 | 2005年1月30日 13:00 | JTサンダーズ （14勝7敗） | 3 - 0 (25-21) (25-19) (25-22) | 旭化成スパーキッズ （3勝18敗） | 猫田記念体育館 観客数: 1,330人 主審: 田野昭彦 副審: 山本和良 |
| #183 | 2005年1月30日 13:00 |                          |                               |                                | 猫田記念体育館 観客数: 1,330人 主審: 田野昭彦 副審: 山本和良 |

| #184 | 2005年1月30日 13:02 |                            |                                       |                                  |                                                                    |
| #184 | 2005年1月30日 13:02 | 堺ブレイザーズ （9勝12敗） | 3 - 1 (25-22) (20-25) (25-18) (25-22) | 豊田合成トレフェルサ （6勝15敗） | 大治町スポーツセンター 観客数: 1,100人 主審: 小林朝実 副審: 舘健一 |
| #184 | 2005年1月30日 13:02 |                            |                                       |                                  | 大治町スポーツセンター 観客数: 1,100人 主審: 小林朝実 副審: 舘健一 |

#### 3Legの結果
| 順位 | チーム名                         | 試合数 | 勝数 | 敗数 | 勝率  | 備考           |
| ---- | -------------------------------- | ------ | ---- | ---- | ----- | -------------- |
| 1    | 東レ・アローズ                   | 7      | 6    | 1    | 0.857 |                |
| 2    | NECブルーロケッツ                | 7      | 5    | 2    | 0.714 | セット率 1.899 |
| 3    | JTサンダーズ                     | 7      | 4    | 3    | 0.571 | セット率 1.417 |
| 4    | 松下電器パナソニック・パンサーズ | 7      | 4    | 3    | 0.571 |                |
| 5    | サントリーサンバーズ             | 7      | 3    | 4    | 0.429 |                |
| 6    | 豊田合成トレフェルサ             | 7      | 2    | 5    | 0.286 | セット率 0.632 |
| 7    | 堺ブレイザーズ                   | 7      | 2    | 5    | 0.286 | セット率 0.588 |
| 8    | 旭化成スパーキッズ               | 7      | 1    | 6    | 0.143 |                |

### 4Leg

#### 2月5日
| #185 | 2005年2月5日 13:08 |                                  |                                       |                          |                                                                  |
| #185 | 2005年2月5日 13:08 | 豊田合成トレフェルサ （6勝16敗） | 1 - 3 (22-25) (25-22) (19-25) (18-25) | JTサンダーズ （15勝7敗） | 大分県立総合体育館 観客数: 1,500人 主審: 田野昭彦 副審: 山本和良 |
| #185 | 2005年2月5日 13:08 |                                  |                                       |                          | 大分県立総合体育館 観客数: 1,500人 主審: 田野昭彦 副審: 山本和良 |

| #186 | 2005年2月5日 15:18 |                            |                       |                                     |                                                                |
| #186 | 2005年2月5日 15:18 | 東レ・アローズ （20勝2敗） | 0 - 3 (23-25) (22-25) | サントリー・サンバーズ （10勝12敗） | 大分県立総合体育館 観客数: 1,500人 主審: 小柴滋 副審: 寺島数秀 |
| #186 | 2005年2月5日 15:18 |                            |                       |                                     | 大分県立総合体育館 観客数: 1,500人 主審: 小柴滋 副審: 寺島数秀 |

| #187 | 2005年2月5日 14:00 |                            |                                       |                               |                                                                  |
| #187 | 2005年2月5日 14:00 | 堺ブレイザーズ （9勝13敗） | 2 - 3 (21-25) (27-29) (25-22) (11-15) | NECブルーロケッツ （13勝9敗） | 北九州市立総合体育館 観客数: 4,440人 主審: 石井洋壮 副審: 塚本健 |
| #187 | 2005年2月5日 14:00 |                            |                                       |                               | 北九州市立総合体育館 観客数: 4,440人 主審: 石井洋壮 副審: 塚本健 |

| #188 | 2005年2月5日 14:00 |                                |                                       |                                               |                                                                |
| #188 | 2005年2月5日 14:00 | 旭化成スパーキッズ （4勝18敗） | 3 - 2 (22-25) (25-21) (22-25) (15-11) | 松下電器パナソニック・パンサーズ （11勝11敗） | 延岡市民体育館 観客数: 2,050人 主審: 田中昭彦 副審: 高橋憲太郎 |
| #188 | 2005年2月5日 14:00 |                                |                                       |                                               | 延岡市民体育館 観客数: 2,050人 主審: 田中昭彦 副審: 高橋憲太郎 |

#### 2月6日
| #189 | 2005年2月6日 13:00 |                                     |                                       |                               |                                                                  |
| #189 | 2005年2月6日 13:00 | サントリー・サンバーズ （10勝13敗） | 1 - 3 (28-30) (25-23) (20-25) (16-25) | NECブルーロケッツ （14勝9敗） | 大分県立総合体育館 観客数: 2,000人 主審: 山本和良 副審: 田野昭彦 |
| #189 | 2005年2月6日 13:00 |                                     |                                       |                               | 大分県立総合体育館 観客数: 2,000人 主審: 山本和良 副審: 田野昭彦 |

| #190 | 2005年2月6日 15:20 |                                  |                                               |                                               |                                                                |
| #190 | 2005年2月6日 15:20 | 豊田合成トレフェルサ （7勝16敗） | 3 - 2 (19-25) (25-23) (25-18) (23-25) (15-12) | 松下電器パナソニック・パンサーズ （11勝12敗） | 大分県立総合体育館 観客数: 2,000人 主審: 小柴滋 副審: 寺島数秀 |
| #190 | 2005年2月6日 15:20 |                                  |                                               |                                               | 大分県立総合体育館 観客数: 2,000人 主審: 小柴滋 副審: 寺島数秀 |

| #191 | 2005年2月6日 14:00 |                            |                       |                            |                                                                  |
| #191 | 2005年2月6日 14:00 | 堺ブレイザーズ （9勝14敗） | 0 - 3 (23-25) (18-25) | 東レ・アローズ （21勝2敗） | 北九州市立総合体育館 観客数: 6,047人 主審: 塚本健 副審: 石井洋壮 |
| #191 | 2005年2月6日 14:00 |                            |                       |                            | 北九州市立総合体育館 観客数: 6,047人 主審: 塚本健 副審: 石井洋壮 |

| #192 | 2005年2月6日 13:00 |                                |                                       |                          |                                                                |
| #192 | 2005年2月6日 13:00 | 旭化成スパーキッズ （4勝19敗） | 1 - 3 (14-25) (25-21) (22-25) (21-25) | JTサンダーズ （16勝7敗） | 高千穂町武道館 観客数: 1,461人 主審: 高橋憲太郎 副審: 田中昭彦 |
| #192 | 2005年2月6日 13:00 |                                |                                       |                          | 高千穂町武道館 観客数: 1,461人 主審: 高橋憲太郎 副審: 田中昭彦 |

#### 2月12日
| #193 | 2005年2月12日 14:00 |                               |                                       |                          |                                                        |
| #193 | 2005年2月12日 14:00 | NECブルーロケッツ （15勝9敗） | 3 - 1 (25-20) (25-13) (22-25) (25-22) | JTサンダーズ （16勝8敗） | 東京体育館 観客数: 5,000人 主審: 酒出修 副審: 高橋弘二 |
| #193 | 2005年2月12日 14:00 |                               |                                       |                          | 東京体育館 観客数: 5,000人 主審: 酒出修 副審: 高橋弘二 |

| #194 | 2005年2月12日 16:15 |                            |                               |                                |                                         |
| #194 | 2005年2月12日 16:15 | 東レ・アローズ （22勝2敗） | 3 - 0 (30-28) (25-20) (29-27) | 旭化成スパーキッズ （4勝20敗） | 東京体育館 観客数: 3,500人 副審: 森野晃 |
| #194 | 2005年2月12日 16:15 |                            |                               |                                | 東京体育館 観客数: 3,500人 副審: 森野晃 |

| #195 | 2005年2月12日 14:00 |                             |                                       |                                  |                                                              |
| #195 | 2005年2月12日 14:00 | 堺ブレイザーズ （10勝14敗） | 3 - 1 (20-25) (25-20) (25-17) (25-19) | 豊田合成トレフェルサ （7勝17敗） | 鹿児島アリーナ 観客数: 1,900人 主審: 塚本健 副審: 美坂健太郎 |
| #195 | 2005年2月12日 14:00 |                             |                                       |                                  | 鹿児島アリーナ 観客数: 1,900人 主審: 塚本健 副審: 美坂健太郎 |

| #196 | 2005年2月12日 16:15 |                                     |                               |                                               |                                                              |
| #196 | 2005年2月12日 16:15 | サントリー・サンバーズ （10勝14敗） | 0 - 3 (23-25) (29-31) (20-25) | 松下電器パナソニック・パンサーズ （12勝12敗） | 鹿児島アリーナ 観客数: 1,900人 主審: 代居正巳 副審: 伊藤博之 |
| #196 | 2005年2月12日 16:15 |                                     |                               |                                               | 鹿児島アリーナ 観客数: 1,900人 主審: 代居正巳 副審: 伊藤博之 |

#### 2月13日
| #197 | 2005年2月13日 13:05 |                            |                                       |                          |                                                          |
| #197 | 2005年2月13日 13:05 | 東レ・アローズ （23勝2敗） | 3 - 1 (25-23) (25-21) (19-25) (34-32) | JTサンダーズ （16勝9敗） | 東京体育館 観客数: 4,700人 主審: 大塚達也 副審: 中村智志 |
| #197 | 2005年2月13日 13:05 |                            |                                       |                          | 東京体育館 観客数: 4,700人 主審: 大塚達也 副審: 中村智志 |

| #198 | 2005年2月13日 15:25 |                                |                                               |                                |                                                        |
| #198 | 2005年2月13日 15:25 | NECブルーロケッツ （15勝10敗） | 2 - 3 (23-25) (24-26) (25-16) (25-22) (11-15) | 旭化成スパーキッズ （5勝20敗） | 東京体育館 観客数: 4,700人 主審: 酒出修 副審: 高橋弘二 |
| #198 | 2005年2月13日 15:25 |                                |                                               |                                | 東京体育館 観客数: 4,700人 主審: 酒出修 副審: 高橋弘二 |

| #199 | 2005年2月13日 13:00 |                             |                                       |                                               |                                                                |
| #199 | 2005年2月13日 13:00 | 堺ブレイザーズ （10勝15敗） | 1 - 3 (25-23) (22-25) (21-25) (19-25) | 松下電器パナソニック・パンサーズ （13勝12敗） | 鹿児島アリーナ 観客数: 1,600人 主審: 伊藤博之 副審: 羽牟裕一郎 |
| #199 | 2005年2月13日 13:00 |                             |                                       |                                               | 鹿児島アリーナ 観客数: 1,600人 主審: 伊藤博之 副審: 羽牟裕一郎 |

| #200 | 2005年2月13日 15:15 |                                     |                                              |                                  |                                                            |
| #200 | 2005年2月13日 15:15 | サントリー・サンバーズ （11勝14敗） | 3 - 2 (25-20) (25-23) (20-25) (19-25) (15-9) | 豊田合成トレフェルサ （7勝18敗） | 鹿児島アリーナ 観客数: 1,400人 主審: 塚本健 副審: 代居正巳 |
| #200 | 2005年2月13日 15:15 |                                     |                                              |                                  | 鹿児島アリーナ 観客数: 1,400人 主審: 塚本健 副審: 代居正巳 |

#### 2月19日
| #201 | 2005年2月19日 14:00 |                                     |                       |                                |                                                                    |
| #201 | 2005年2月19日 14:00 | サントリー・サンバーズ （12勝14敗） | 3 - 0 (25-20) (25-21) | 旭化成スパーキッズ （5勝21敗） | ひたちなか市総合体育館 観客数: 1,450人 主審: 大塚達也 副審: 勝又正 |
| #201 | 2005年2月19日 14:00 |                                     |                       |                                | ひたちなか市総合体育館 観客数: 1,450人 主審: 大塚達也 副審: 勝又正 |

| #202 | 2005年2月19日 16:00 |                           |                               |                             |                                                                        |
| #202 | 2005年2月19日 16:00 | JTサンダーズ （16勝10敗） | 0 - 3 (17-25) (21-25) (26-28) | 堺ブレイザーズ （11勝15敗） | ひたちなか市総合体育館 観客数: 1,650人 主審: 利根川忠史 副審: 鈴木慎司 |
| #202 | 2005年2月19日 16:00 |                           |                               |                             | ひたちなか市総合体育館 観客数: 1,650人 主審: 利根川忠史 副審: 鈴木慎司 |

| #203 | 2005年2月19日 14:00 |                                  |                                               |                                |                                                                      |
| #203 | 2005年2月19日 14:00 | 豊田合成トレフェルサ （8勝18敗） | 3 - 2 (18-25) (25-18) (23-25) (26-24) (15-11) | NECブルーロケッツ （15勝11敗） | 東美濃ふれあいセンター 観客数: 2,900人 主審: 山本和良 副審: 田野昭彦 |
| #203 | 2005年2月19日 14:00 |                                  |                                               |                                | 東美濃ふれあいセンター 観客数: 2,900人 主審: 山本和良 副審: 田野昭彦 |

| #204 | 2005年2月19日 16:36 |                            |                               |                                               |                                                                    |
| #204 | 2005年2月19日 16:36 | 東レ・アローズ （23勝3敗） | 1 - 3 (25-22) (31-33) (17-25) | 松下電器パナソニック・パンサーズ （14勝12敗） | 東美濃ふれあいセンター 観客数: 3,000人 主審: 冨田満 副審: 高橋弘二 |
| #204 | 2005年2月19日 16:36 |                            |                               |                                               | 東美濃ふれあいセンター 観客数: 3,000人 主審: 冨田満 副審: 高橋弘二 |

#### 2月20日
| #205 | 2005年2月20日 13:00 |                                     |                                              |                           |                                                                                      |
| #205 | 2005年2月20日 13:00 | サントリー・サンバーズ （13勝14敗） | 3 - 2 (17-25) (22-25) (25-17) (25-21) (15-7) | JTサンダーズ （16勝11敗） | 鹿沼総合体育館（フォレストアリーナ） 観客数: 1,730人 主審: 利根川忠史 副審: 大塚達也 |
| #205 | 2005年2月20日 13:00 |                                     |                                              |                           | 鹿沼総合体育館（フォレストアリーナ） 観客数: 1,730人 主審: 利根川忠史 副審: 大塚達也 |

| #206 | 2005年2月20日 15:30 |                             |                                               |                                |                                                                                |
| #206 | 2005年2月20日 15:30 | 堺ブレイザーズ （11勝16敗） | 2 - 3 (25-16) (21-25) (17-25) (28-26) (14-16) | 旭化成スパーキッズ （6勝21敗） | 鹿沼総合体育館（フォレストアリーナ） 観客数: 1,769人 主審: 勝又正 副審: 小柴滋 |
| #206 | 2005年2月20日 15:30 |                             |                                               |                                | 鹿沼総合体育館（フォレストアリーナ） 観客数: 1,769人 主審: 勝又正 副審: 小柴滋 |

| #207 | 2005年2月20日 13:00 |                                |                               |                                               |                                                          |
| #207 | 2005年2月20日 13:00 | NECブルーロケッツ （15勝12敗） | 0 - 3 (17-25) (22-25) (25-27) | 松下電器パナソニック・パンサーズ （15勝12敗） | 静岡県武道館 観客数: 2,300人 主審: 山本和良 副審: 冨田満 |
| #207 | 2005年2月20日 13:00 |                                |                               |                                               | 静岡県武道館 観客数: 2,300人 主審: 山本和良 副審: 冨田満 |

| #208 | 2005年2月20日 15:00 |                            |                       |                                  |                                                            |
| #208 | 2005年2月20日 15:00 | 東レ・アローズ （24勝3敗） | 3 - 0 (25-20) (25-23) | 豊田合成トレフェルサ （8勝19敗） | 静岡県武道館 観客数: 2,600人 主審: 田野昭彦 副審: 加藤孝仁 |
| #208 | 2005年2月20日 15:00 |                            |                       |                                  | 静岡県武道館 観客数: 2,600人 主審: 田野昭彦 副審: 加藤孝仁 |

#### 2月26日
| #209 | 2005年2月26日 14:10 |                                     |                                       |                             |                                                                                    |
| #209 | 2005年2月26日 14:10 | サントリー・サンバーズ （14勝14敗） | 3 - 1 (28-26) (22-25) (26-24) (25-22) | 堺ブレイザーズ （11勝17敗） | 箕面第一市民体育館（スカイアリーナ） 観客数: 1,820人 主審: 田野昭彦 副審: 代居正巳 |
| #209 | 2005年2月26日 14:10 |                                     |                                       |                             | 箕面第一市民体育館（スカイアリーナ） 観客数: 1,820人 主審: 田野昭彦 副審: 代居正巳 |

| #210 | 2005年2月26日 14:00 |                           |                                               |                                               |                                                                  |
| #210 | 2005年2月26日 14:00 | JTサンダーズ （17勝11敗） | 3 - 2 (19-25) (25-13) (24-26) (25-23) (15-13) | 松下電器パナソニック・パンサーズ （15勝13敗） | いきいきランド交野 観客数: 1,800人 主審: 高橋憲太郎 副審: 江下毅 |
| #210 | 2005年2月26日 14:00 |                           |                                               |                                               | いきいきランド交野 観客数: 1,800人 主審: 高橋憲太郎 副審: 江下毅 |

| #211 | 2005年2月26日 14:00 |                            |                               |                                |                                                              |
| #211 | 2005年2月26日 14:00 | 東レ・アローズ （25勝3敗） | 3 - 0 (25-15) (25-22) (25-19) | NECブルーロケッツ （15勝13敗） | 大阪市中央体育館 観客数: 1,800人 主審: 田野敏彦 副審: 建井敬 |
| #211 | 2005年2月26日 14:00 |                            |                               |                                | 大阪市中央体育館 観客数: 1,800人 主審: 田野敏彦 副審: 建井敬 |

| #212 | 2005年2月26日 16:00 |                                |                                              |                                  |                                                                |
| #212 | 2005年2月26日 16:00 | 旭化成スパーキッズ （6勝22敗） | 2 - 3 (25-20) (28-26) (27-29) (12-25) (9-15) | 豊田合成トレフェルサ （9勝19敗） | 大阪市中央体育館 観客数: 1,500人 主審: 伊藤博之 副審: 山本和良 |
| #212 | 2005年2月26日 16:00 |                                |                                              |                                  | 大阪市中央体育館 観客数: 1,500人 主審: 伊藤博之 副審: 山本和良 |

#### 4Legの結果
| 順位 | チーム名                         | 試合数 | 勝数 | 敗数 | 勝率  | 備考                        |
| ---- | -------------------------------- | ------ | ---- | ---- | ----- | --------------------------- |
| 1    | 東レ・アローズ                   | 7      | 5    | 2    | 0.714 | セット率 2.286              |
| 2    | サントリーサンバーズ             | 7      | 5    | 2    | 0.714 | セット率 1.455              |
| 3    | 松下電器パナソニック・パンサーズ | 7      | 4    | 3    | 0.571 |                             |
| 4    | NECブルーロケッツ                | 7      | 3    | 4    | 0.429 | セット率 0.812 得点率 1.005 |
| 5    | JTサンダーズ                     | 7      | 3    | 4    | 0.429 | セット率 0.812 得点率 0.989 |
| 6    | 豊田合成トレフェルサ             | 7      | 3    | 4    | 0.429 | セット率 0.722              |
| 7    | 旭化成スパーキッズ               | 7      | 3    | 4    | 0.429 | セット率 0.667              |
| 8    | 堺ブレイザーズ                   | 7      | 1    | 6    | 0.143 |                             |

### レギュラーラウンドの結果
| 順位 | チーム名             | 試合数 | 勝数 | 敗数 | 勝率  | 備考           |
| ---- | -------------------- | ------ | ---- | ---- | ----- | -------------- |
| 1    | 東レ・アローズ       | 28     | 25   | 3    | 0.893 |                |
| 2    | JTサンダーズ         | 28     | 17   | 11   | 0.607 |                |
| 3    | 松下電器パンサーズ   | 28     | 15   | 13   | 0.536 | セット率 1.208 |
| 4    | NECブルーロケッツ    | 28     | 15   | 13   | 0.536 | セット率 1.057 |
| 5    | サントリーサンバーズ | 28     | 14   | 14   | 0.500 |                |
| 6    | 堺ブレイザーズ       | 28     | 11   | 17   | 0.393 |                |
| 7    | 豊田合成トレフェルサ | 28     | 9    | 19   | 0.321 |                |
| 8    | 旭化成スパーキッズ   | 28     | 6    | 22   | 0.214 |                |

### ファイナルラウンド
セミファイナルリーグ

#### 3月4日
| #213 | 2005年3月4日 16:00 |                        |                               |                           |                                                              |
| #213 | 2005年3月4日 16:00 | 東レ・アローズ （1勝） | 3 - 0 (25-21) (26-24) (25-20) | NECブルーロケッツ （1敗） | 大阪市中央体育館 観客数: 2,000人 主審: 酒出修 副審: 田野昭彦 |
| #213 | 2005年3月4日 16:00 |                        |                               |                           | 大阪市中央体育館 観客数: 2,000人 主審: 酒出修 副審: 田野昭彦 |

| #214 | 2005年3月4日 18:00 |                      |                                              |                                          |                                                                |
| #214 | 2005年3月4日 18:00 | JTサンダーズ （1勝） | 3 - 2 (25-17) (25-22) (22-25) (20-25) (15-4) | 松下電器パナソニック・パンサーズ （1敗） | 大阪市中央体育館 観客数: 2,600人 主審: 高橋憲太郎 副審: 勝又正 |
| #214 | 2005年3月4日 18:00 |                      |                                              |                                          | 大阪市中央体育館 観客数: 2,600人 主審: 高橋憲太郎 副審: 勝又正 |

#### 3月5日
| #215 | 2005年3月5日 14:05 |                        |                                       |                                          |                                                                |
| #215 | 2005年3月5日 14:05 | 東レ・アローズ （2勝） | 3 - 1 (21-25) (25-22) (39-37) (25-21) | 松下電器パナソニック・パンサーズ （2敗） | 大阪市中央体育館 観客数: 4,530人 主審: 勝又正 副審: 高橋憲太郎 |
| #215 | 2005年3月5日 14:05 |                        |                                       |                                          | 大阪市中央体育館 観客数: 4,530人 主審: 勝又正 副審: 高橋憲太郎 |

| #216 | 2005年3月5日 16:35 |                              |                                       |                         |                                                              |
| #216 | 2005年3月5日 16:35 | NECブルーロケッツ （1勝1敗） | 3 - 1 (14-25) (25-22) (25-18) (25-19) | JTサンダーズ （1勝1敗） | 大阪市中央体育館 観客数: 4,370人 主審: 田野昭彦 副審: 酒出修 |
| #216 | 2005年3月5日 16:35 |                              |                                       |                         | 大阪市中央体育館 観客数: 4,370人 主審: 田野昭彦 副審: 酒出修 |

#### 3月6日
| #217 | 2005年3月6日 14:05 |                           |                                       |                         |                                                                  |
| #217 | 2005年3月6日 14:05 | 東レ・アローズ （2勝1敗） | 1 - 3 (24-26) (23-25) (25-20) (15-25) | JTサンダーズ （2勝1敗） | 大阪市中央体育館 観客数: 5,600人 主審: 高橋憲太郎 副審: 田野昭彦 |
| #217 | 2005年3月6日 14:05 |                           |                                       |                         | 大阪市中央体育館 観客数: 5,600人 主審: 高橋憲太郎 副審: 田野昭彦 |

| #218 | 2005年3月6日 16:16 |                              |                               |                                          |                                                            |
| #218 | 2005年3月6日 16:16 | NECブルーロケッツ （2勝1敗） | 3 - 0 (27-25) (25-22) (27-25) | 松下電器パナソニック・パンサーズ （3敗） | 大阪市中央体育館 観客数: 6,000人 主審: 酒出修 副審: 勝又正 |
| #218 | 2005年3月6日 16:16 |                              |                               |                                          | 大阪市中央体育館 観客数: 6,000人 主審: 酒出修 副審: 勝又正 |

#### 3月11日
優勝決定戦（第1戦）
| #219 | 2005年3月11日 18:00 |                           |                                       |                        |                                                                        |
| #219 | 2005年3月11日 18:00 | NECブルーロケッツ （1敗） | 1 - 3 (25-20) (19-25) (29-31) (12-25) | 東レ・アローズ （1勝） | さいたまスーパーアリーナ 観客数: 2,546人 主審: 酒出修 副審: 高橋憲太郎 |
| #219 | 2005年3月11日 18:00 |                           |                                       |                        | さいたまスーパーアリーナ 観客数: 2,546人 主審: 酒出修 副審: 高橋憲太郎 |

#### 3月12日
3位決定戦
| #220 | 2005年3月12日 11:00 |                                  |                                       |              |                                                                    |
| #220 | 2005年3月12日 11:00 | 松下電器パナソニック・パンサーズ | 1 - 3 (23-25) (15-25) (25-20) (20-25) | JTサンダーズ | さいたまスーパーアリーナ 観客数: 5,302人 主審: 小柴滋 副審: 酒出修 |
| #220 | 2005年3月12日 11:00 |                                  |                                       |              | さいたまスーパーアリーナ 観客数: 5,302人 主審: 小柴滋 副審: 酒出修 |

優勝決定戦（第2戦）
| #221 | 2005年3月12日 14:00 |                        |                                       |                           |                                                                          |
| #221 | 2005年3月12日 14:00 | 東レ・アローズ （2勝） | 3 - 1 (20-25) (25-20) (25-22) (25-20) | NECブルーロケッツ （2敗） | さいたまスーパーアリーナ 観客数: 7,704人 主審: 高橋憲太郎 副審: 田野昭彦 |
| #221 | 2005年3月12日 14:00 |                        |                                       |                           | さいたまスーパーアリーナ 観客数: 7,704人 主審: 高橋憲太郎 副審: 田野昭彦 |

東レ・アローズが2勝し優勝決定したため、第3戦は行われなかった。

### 最終順位
| 順位   | チーム名             | 備考     |
| ------ | -------------------- | -------- |
| 優勝   | 東レ・アローズ       | 初優勝   |
| 準優勝 | NECブルーロケッツ    |          |
| 3      | JTサンダーズ         |          |
| 4      | 松下電器パンサーズ   |          |
| 5      | サントリーサンバーズ |          |
| 6      | 堺ブレイザーズ       |          |
| 7      | 豊田合成トレフェルサ | 入替戦へ |
| 8      | 旭化成スパーキッズ   | 入替戦へ |

### 個人賞
| No. | 賞名             | 受賞者                 | 所属チーム           | 備考                |
| --- | ---------------- | ---------------------- | -------------------- | ------------------- |
| 1   | 優勝監督賞       | 矢島久徳               | 東レ・アローズ       |                     |
| 2   | 最高殊勲選手賞   | パーベル・アブラーモフ | 東レ・アローズ       |                     |
| 3   | 敢闘賞           | 宇佐美大輔             | NECブルーロケッツ    |                     |
| 4   | 最優秀新人賞     | 阿部裕太               | 東レ・アローズ       |                     |
| 5   | ベスト6          | パーベル・アブラーモフ | 東レ・アローズ       |                     |
| 5   | ベスト6          | 齋藤信治               | 東レ・アローズ       |                     |
| 5   | ベスト6          | イリア・サベリエフ     | JTサンダーズ         |                     |
| 5   | ベスト6          | 北川祐介               | 松下電器パンサーズ   |                     |
| 5   | ベスト6          | 宇佐美大輔             | NECブルーロケッツ    |                     |
| 5   | ベスト6          | 細川延由               | NECブルーロケッツ    |                     |
| 6   | ベストリベロ賞   | 田辺修                 | 東レ・アローズ       |                     |
| 7   | レシーブ賞       | 荻野正二               | サントリーサンバーズ |                     |
| 8   | 得点王           | エルナルド・ゴメス     | 豊田合成トレフェルサ | 総得点=711点        |
| 9   | スパイク賞       | 北川祐介               | 松下電器パンサーズ   | 決定率=62.3%        |
| 10  | ブロック賞       | 北川祐介               | 松下電器パンサーズ   | 決定本数=0.85本/set |
| 11  | サーブ賞         | パーベル・アブラーモフ | 東レ・アローズ       | 効果率=17.3%        |
| 12  | サーブレシーブ賞 | 杉山マルコス           | 堺ブレイザーズ       | 成功率=80.0%        |

### Vリーグ入替戦

#### 3月12日
| #222 | 2005年3月12日 |                                   |                               |                        |                        |
| #222 | 2005年3月12日 | 旭化成スパーキッズ （Vリーグ8位） | 3 - 0 (25-17) (25-22) (25-20) | FC東京 （V1リーグ1位） | 水島緑地福田公園体育館 |
| #222 | 2005年3月12日 |                                   |                               |                        | 水島緑地福田公園体育館 |

| #223 | 2005年3月12日 |                                     |                               |                                |                        |
| #223 | 2005年3月12日 | 豊田合成トレフェルサ （Vリーグ7位） | 3 - 0 (25-22) (25-15) (25-20) | 東京ヴェルディ （V1リーグ2位） | 水島緑地福田公園体育館 |
| #223 | 2005年3月12日 |                                     |                               |                                | 水島緑地福田公園体育館 |

#### 3月13日
| #224 | 2005年3月13日 |                                   |                               |                        |                        |
| #224 | 2005年3月13日 | 旭化成スパーキッズ （Vリーグ8位） | 3 - 0 (25-20) (25-22) (25-16) | FC東京 （V1リーグ1位） | 水島緑地福田公園体育館 |
| #224 | 2005年3月13日 |                                   |                               |                        | 水島緑地福田公園体育館 |

| #225 | 2005年3月13日 |                                     |                               |                                |                        |
| #225 | 2005年3月13日 | 豊田合成トレフェルサ （Vリーグ7位） | 3 - 0 (25-18) (25-23) (25-21) | 東京ヴェルディ （V1リーグ2位） | 水島緑地福田公園体育館 |
| #225 | 2005年3月13日 |                                     |                               |                                | 水島緑地福田公園体育館 |

この結果、豊田合成と旭化成が次期Vリーグの残留を決めた。

## 女子

### 参加チーム
| 前回順位 | チーム名                   | 備考 |
| -------- | -------------------------- | ---- |
| 1        | パイオニアレッドウィングス |      |
| 2        | 東レ・アローズ             |      |
| 3        | 久光製薬スプリングス       |      |
| 4        | NECレッドロケッツ          |      |
| 5        | シーガルズ                 |      |
| 6        | 日立佐和リヴァーレ         |      |
| 7        | JTマーヴェラス             |      |
| 8        | 武富士バンブー             |      |
| 9        | デンソー・エアリービーズ   |      |
| 10       | 茂原アルカス               |      |

### 1Leg

#### 11月3日
| #501 | 2004年11月3日 13:05 |                                  |                       |                                    |                                                                |
| #501 | 2004年11月3日 13:05 | デンソー・エアリービーズ （1敗） | 0 - 3 (22-25) (15-25) | パイオニアレッドウィングス （1勝） | 大阪府立体育会館 観客数: 3,300人 主審: 伊藤博之 副審: 田野敏彦 |
| #501 | 2004年11月3日 13:05 |                                  |                       |                                    | 大阪府立体育会館 観客数: 3,300人 主審: 伊藤博之 副審: 田野敏彦 |

| #502 | 2004年11月3日 15:00 |                           |                               |                            |                                              |
| #502 | 2004年11月3日 15:00 | NECレッドロケッツ （1勝） | 3 - 0 (25-20) (27-25) (25-18) | 日立佐和リヴァーレ （1敗） | 大阪府立体育会館 主審: 田野昭彦 副審: 江下毅 |
| #502 | 2004年11月3日 15:00 |                           |                               |                            | 大阪府立体育会館 主審: 田野昭彦 副審: 江下毅 |

| #503 | 2004年11月3日 13:00 |                              |                               |                        |                                                                |
| #503 | 2004年11月3日 13:00 | 久光製薬スプリングス （1敗） | 0 - 3 (17-25) (26-28) (21-25) | JTマーヴェラス （1勝） | 高知県民体育館 観客数: 1,500人 主審: 石井洋壮 副審: 里見真理子 |
| #503 | 2004年11月3日 13:00 |                              |                               |                        | 高知県民体育館 観客数: 1,500人 主審: 石井洋壮 副審: 里見真理子 |

| #504 | 2004年11月3日 13:00 |                        |                               |                      |                                                                |
| #504 | 2004年11月3日 13:00 | 東レ・アローズ （1勝） | 3 - 0 (27-25) (25-16) (25-21) | 茂原アルカス （1敗） | 滋賀県立体育館 観客数: 2,200人 主審: 高橋憲太郎 副審: 佐野裕基 |
| #504 | 2004年11月3日 13:00 |                        |                               |                      | 滋賀県立体育館 観客数: 2,200人 主審: 高橋憲太郎 副審: 佐野裕基 |

#### 11月6日
| #505 | 2004年11月6日 14:00 |                                    |                               |                        |                                                                |
| #505 | 2004年11月6日 14:00 | パイオニアレッドウィングス （2勝） | 3 - 0 (26-24) (25-20) (25-15) | 武富士バンブー （1敗） | 金沢市総合体育館 観客数: 2,000人 主審: 田野昭彦 副審: 佐々木紀 |
| #505 | 2004年11月6日 14:00 |                                    |                               |                        | 金沢市総合体育館 観客数: 2,000人 主審: 田野昭彦 副審: 佐々木紀 |

| #506 | 2004年11月6日 16:00 |                            |                       |                         |                                                                  |
| #506 | 2004年11月6日 16:00 | 日立佐和リヴァーレ （2敗） | 0 - 3 (20-25) (22-25) | 茂原アルカス （1勝1敗） | 金沢市総合体育館 観客数: 2,000人 主審: 三見洋子 副審: 波佐間英之 |
| #506 | 2004年11月6日 16:00 |                            |                       |                         | 金沢市総合体育館 観客数: 2,000人 主審: 三見洋子 副審: 波佐間英之 |

| #507 | 2004年11月6日 14:05 |                           |                               |                           |                                                            |
| #507 | 2004年11月6日 14:05 | NECレッドロケッツ （2勝） | 3 - 0 (25-23) (25-22) (27-25) | 東レ・アローズ （1勝1敗） | 高知県民体育館 観客数: 3,500人 主審: 勝又正 副審: 浅見靖人 |
| #507 | 2004年11月6日 14:05 |                           |                               |                           | 高知県民体育館 観客数: 3,500人 主審: 勝又正 副審: 浅見靖人 |

| #508 | 2004年11月6日 16:02 |                    |                               |                        |                                                            |
| #508 | 2004年11月6日 16:02 | シーガルズ （1敗） | 0 - 3 (22-25) (19-25) (23-25) | JTマーヴェラス （2勝） | 高知県民体育館 観客数: 3,500人 主審: 大塚達也 副審: 畠中仁 |
| #508 | 2004年11月6日 16:02 |                    |                               |                        | 高知県民体育館 観客数: 3,500人 主審: 大塚達也 副審: 畠中仁 |

#### 11月7日
| #509 | 2004年11月7日 13:00 |                                    |                                               |                         |                                                                      |
| #509 | 2004年11月7日 13:00 | パイオニアレッドウィングス （3勝） | 3 - 2 (28-26) (23-25) (25-19) (22-25) (15-10) | 茂原アルカス （1勝2敗） | 加賀市スポーツセンター 観客数: 1,300人 主審: 三見洋子 副審: 佐々木紀 |
| #509 | 2004年11月7日 13:00 |                                    |                                               |                         | 加賀市スポーツセンター 観客数: 1,300人 主審: 三見洋子 副審: 佐々木紀 |

| #510 | 2004年11月7日 15:45 |                            |                                              |                           |                                                                        |
| #510 | 2004年11月7日 15:45 | 日立佐和リヴァーレ （3敗） | 2 - 3 (21-25) (29-31) (25-20) (25-19) (8-15) | 武富士バンブー （1勝1敗） | 加賀市スポーツセンター 観客数: 1,300人 主審: 田野昭彦 副審: 波佐間英之 |
| #510 | 2004年11月7日 15:45 |                            |                                              |                           | 加賀市スポーツセンター 観客数: 1,300人 主審: 田野昭彦 副審: 波佐間英之 |

| #511 | 2004年11月7日 13:00 |                           |                                       |                    |                                                            |
| #511 | 2004年11月7日 13:00 | NECレッドロケッツ （3勝） | 3 - 1 (23-25) (25-13) (25-16) (25-14) | シーガルズ （2敗） | 高知県民体育館 観客数: 3,500人 主審: 勝又正 副審: 浅見靖人 |
| #511 | 2004年11月7日 13:00 |                           |                                       |                    | 高知県民体育館 観客数: 3,500人 主審: 勝又正 副審: 浅見靖人 |

| #512 | 2004年11月7日 15:11 |                           |                               |                        |                                                              |
| #512 | 2004年11月7日 15:11 | 東レ・アローズ （1勝2敗） | 0 - 3 (21-25) (20-25) (19-25) | JTマーヴェラス （3勝） | 高知県民体育館 観客数: 3,500人 主審: 大塚達也 副審: 西山弘修 |
| #512 | 2004年11月7日 15:11 |                           |                               |                        | 高知県民体育館 観客数: 3,500人 主審: 大塚達也 副審: 西山弘修 |

| #513 | 2004年11月7日 13:00 |                              |                                       |                                     |                                                                |
| #513 | 2004年11月7日 13:00 | 久光製薬スプリングス （2敗） | 1 - 3 (29-27) (19-25) (22-25) (16-25) | デンソー・エアリービーズ （1勝1敗） | 明石中央体育会館 観客数: 2,000人 主審: 山本和良 副審: 森岡伸次 |
| #513 | 2004年11月7日 13:00 |                              |                                       |                                     | 明石中央体育会館 観客数: 2,000人 主審: 山本和良 副審: 森岡伸次 |

#### 11月13日
| #514 | 2004年11月13日 14:00 |                           |                                       |                           |                                                              |
| #514 | 2004年11月13日 14:00 | NECレッドロケッツ （4勝） | 3 - 1 (25-27) (25-13) (25-17) (26-24) | 武富士バンブー （1勝2敗） | 小真木原総合体育館 観客数: 2,600人 主審: 斎藤篤 副審: 高橋智 |
| #514 | 2004年11月13日 14:00 |                           |                                       |                           | 小真木原総合体育館 観客数: 2,600人 主審: 斎藤篤 副審: 高橋智 |

| #515 | 2004年11月13日 16:20 |                                       |                                               |                        |                                                                    |
| #515 | 2004年11月13日 16:20 | パイオニアレッドウィングス （3勝1敗） | 2 - 3 (25-10) (27-29) (25-13) (18-25) (12-15) | JTマーヴェラス （4勝） | 小真木原総合体育館 観客数: 3,000人 主審: 村上成司 副審: 佐々木克之 |
| #515 | 2004年11月13日 16:20 |                                       |                                               |                        | 小真木原総合体育館 観客数: 3,000人 主審: 村上成司 副審: 佐々木克之 |

| #516 | 2004年11月13日 14:00 |                         |                               |                                 |                                                                |
| #516 | 2004年11月13日 14:00 | 茂原アルカス （1勝3敗） | 1 - 3 (25-21) (16-25) (21-25) | 久光製薬スプリングス （1勝2敗） | 串間市民総合体育館 観客数: 1,500人 主審: 中馬義郎 副審: 江下毅 |
| #516 | 2004年11月13日 14:00 |                         |                               |                                 | 串間市民総合体育館 観客数: 1,500人 主審: 中馬義郎 副審: 江下毅 |

| #517 | 2004年11月13日 16:15 |                               |                                       |                                     |                                                                  |
| #517 | 2004年11月13日 16:15 | 日立佐和リヴァーレ （1勝3敗） | 3 - 1 (28-26) (19-25) (25-21) (25-22) | デンソー・エアリービーズ （1勝2敗） | 串間市民総合体育館 観客数: 1,836人 主審: 代居正巳 副審: 金丸真也 |
| #517 | 2004年11月13日 16:15 |                               |                                       |                                     | 串間市民総合体育館 観客数: 1,836人 主審: 代居正巳 副審: 金丸真也 |

#### 11月14日
| #518 | 2004年11月14日 13:00 |                           |                                               |                           |                                                                |
| #518 | 2004年11月14日 13:00 | 武富士バンブー （2勝2敗） | 3 - 2 (22-25) (25-23) (32-30) (19-25) (16-14) | JTマーヴェラス （4勝1敗） | 酒田市国体記念体育館 観客数: 2,200人 主審: 斎藤篤 副審: 高橋智 |
| #518 | 2004年11月14日 13:00 |                           |                                               |                           | 酒田市国体記念体育館 観客数: 2,200人 主審: 斎藤篤 副審: 高橋智 |

| #519 | 2004年11月14日 15:45 |                                       |                                               |                              |                                                                      |
| #519 | 2004年11月14日 15:45 | パイオニアレッドウィングス （4勝1敗） | 3 - 2 (25-21) (26-28) (24-26) (25-14) (15-13) | NECレッドロケッツ （4勝1敗） | 酒田市国体記念体育館 観客数: 3,300人 主審: 佐々木克之 副審: 村上成司 |
| #519 | 2004年11月14日 15:45 |                                       |                                               |                              | 酒田市国体記念体育館 観客数: 3,300人 主審: 佐々木克之 副審: 村上成司 |

| #520 | 2004年11月14日 13:00 |                                     |                                               |                         |                                                              |
| #520 | 2004年11月14日 13:00 | デンソー・エアリービーズ （2勝2敗） | 3 - 2 (17-25) (18-25) (25-13) (25-22) (15-13) | 茂原アルカス （1勝4敗） | 宮崎市総合体育館 観客数: 1,700人 主審: 代居正巳 副審: 江下毅 |
| #520 | 2004年11月14日 13:00 |                                     |                                               |                         | 宮崎市総合体育館 観客数: 1,700人 主審: 代居正巳 副審: 江下毅 |

| #521 | 2004年11月14日 15:35 |                                 |                               |                               |                                                                |
| #521 | 2004年11月14日 15:35 | 久光製薬スプリングス （2勝2敗） | 3 - 0 (25-17) (25-14) (25-22) | 日立佐和リヴァーレ （1勝4敗） | 宮崎市総合体育館 観客数: 2,019人 主審: 中馬義郎 副審: 山本晋五 |
| #521 | 2004年11月14日 15:35 |                                 |                               |                               | 宮崎市総合体育館 観客数: 2,019人 主審: 中馬義郎 副審: 山本晋五 |

#### 11月20日
| #522 | 2004年11月20日 14:01 |                           |                               |                               |                                                                      |
| #522 | 2004年11月20日 14:01 | JTマーヴェラス （5勝1敗） | 3 - 0 (26-24) (25-23) (26-24) | 日立佐和リヴァーレ （1勝5敗） | 岡崎市中央総合公園体育館 観客数: 2,500人 主審: 山本和良 副審: 舘健一 |
| #522 | 2004年11月20日 14:01 |                           |                               |                               | 岡崎市中央総合公園体育館 観客数: 2,500人 主審: 山本和良 副審: 舘健一 |

| #523 | 2004年11月20日 16:00 |                                     |                               |                           |                                                                      |
| #523 | 2004年11月20日 16:00 | デンソー・エアリービーズ （2勝3敗） | 0 - 3 (20-25) (22-25) (19-25) | 東レ・アローズ （2勝2敗） | 岡崎市中央総合公園体育館 観客数: 3,500人 主審: 冨田満 副審: 浅見靖人 |
| #523 | 2004年11月20日 16:00 |                                     |                               |                           | 岡崎市中央総合公園体育館 観客数: 3,500人 主審: 冨田満 副審: 浅見靖人 |

| #524 | 2004年11月20日 14:00 |                           |                               |                                 |                                                              |
| #524 | 2004年11月20日 14:00 | 武富士バンブー （2勝3敗） | 0 - 3 (19-25) (17-25) (18-25) | 久光製薬スプリングス （3勝2敗） | 米沢市営体育館 観客数: 1,200人 主審: 斎藤篤 副審: 佐々木一孝 |
| #524 | 2004年11月20日 14:00 |                           |                               |                                 | 米沢市営体育館 観客数: 1,200人 主審: 斎藤篤 副審: 佐々木一孝 |

| #525 | 2004年11月20日 16:00 |                                       |                               |                    |                                                              |
| #525 | 2004年11月20日 16:00 | パイオニアレッドウィングス （5勝1敗） | 3 - 1 (25-22) (17-25) (26-24) | シーガルズ （3敗） | 米沢市営体育館 観客数: 1,300人 主審: 山田道人 副審: 田代英明 |
| #525 | 2004年11月20日 16:00 |                                       |                               |                    | 米沢市営体育館 観客数: 1,300人 主審: 山田道人 副審: 田代英明 |

#### 11月21日
| #526 | 2004年11月21日 13:00 |                               |                                       |                           |                                                            |
| #526 | 2004年11月21日 13:00 | 日立佐和リヴァーレ （2勝5敗） | 3 - 1 (28-26) (25-19) (20-25) (25-20) | 東レ・アローズ （2勝3敗） | 東海市民体育館 観客数: 2,000人 主審: 山本和良 副審: 大下孝 |
| #526 | 2004年11月21日 13:00 |                               |                                       |                           | 東海市民体育館 観客数: 2,000人 主審: 山本和良 副審: 大下孝 |

| #527 | 2004年11月21日 15:25 |                                     |                                               |                           |                                                          |
| #527 | 2004年11月21日 15:25 | デンソー・エアリービーズ （3勝3敗） | 3 - 2 (25-15) (17-25) (22-25) (30-28) (15-11) | JTマーヴェラス （5勝2敗） | 東海市民体育館 観客数: 2,200人 主審: 冨田満 副審: 舘健一 |
| #527 | 2004年11月21日 15:25 |                                     |                                               |                           | 東海市民体育館 観客数: 2,200人 主審: 冨田満 副審: 舘健一 |

| #528 | 2004年11月21日 13:00 |                           |                                       |                       |                                                              |
| #528 | 2004年11月21日 13:00 | 武富士バンブー （2勝4敗） | 1 - 3 (21-25) (18-25) (25-23) (19-25) | シーガルズ （1勝3敗） | 米沢市営体育館 観客数: 1,500人 主審: 斎藤篤 副審: 佐々木一孝 |
| #528 | 2004年11月21日 13:00 |                           |                                       |                       | 米沢市営体育館 観客数: 1,500人 主審: 斎藤篤 副審: 佐々木一孝 |

| #529 | 2004年11月21日 15:20 |                                       |                               |                                 |                                                              |
| #529 | 2004年11月21日 15:20 | パイオニアレッドウィングス （6勝1敗） | 3 - 0 (25-21) (25-16) (25-18) | 久光製薬スプリングス （3勝3敗） | 米沢市営体育館 観客数: 1,800人 主審: 山田道人 副審: 田代英明 |
| #529 | 2004年11月21日 15:20 |                                       |                               |                                 | 米沢市営体育館 観客数: 1,800人 主審: 山田道人 副審: 田代英明 |

| #530 | 2004年11月21日 13:00 |                              |               |                         |                                                              |
| #530 | 2004年11月21日 13:00 | NECレッドロケッツ （5勝1敗） | 3 - 0 (25-19) | 茂原アルカス （1勝5敗） | 茂原市市民体育館 観客数: 1,978人 主審: 橘田昇 副審: 湯上準一 |
| #530 | 2004年11月21日 13:00 |                              |               |                         | 茂原市市民体育館 観客数: 1,978人 主審: 橘田昇 副審: 湯上準一 |

#### 11月23日
| #531 | 2004年11月23日 13:00 |                           |                                       |                         |                                                                      |
| #531 | 2004年11月23日 13:00 | 武富士バンブー （3勝4敗） | 3 - 1 (25-18) (23-25) (25-19) (25-18) | 茂原アルカス （1勝6敗） | 小瀬スポーツ公園体育館 観客数: 2,383人 主審: 田中昭彦 副審: 大澤正弘 |
| #531 | 2004年11月23日 13:00 |                           |                                       |                         | 小瀬スポーツ公園体育館 観客数: 2,383人 主審: 田中昭彦 副審: 大澤正弘 |

| #532 | 2004年11月23日 15:25 |                              |                                               |                           |                                                                        |
| #532 | 2004年11月23日 15:25 | NECレッドロケッツ （6勝1敗） | 3 - 2 (24-26) (25-18) (21-25) (25-23) (15-11) | JTマーヴェラス （5勝3敗） | 小瀬スポーツ公園体育館 観客数: 2,742人 主審: 利根川忠史 副審: 矢崎武仁 |
| #532 | 2004年11月23日 15:25 |                              |                                               |                           | 小瀬スポーツ公園体育館 観客数: 2,742人 主審: 利根川忠史 副審: 矢崎武仁 |

| #533 | 2004年11月23日 16:00 |                       |                                              |                                     |                                                              |
| #533 | 2004年11月23日 16:00 | シーガルズ （1勝4敗） | 2 - 3 (25-17) (26-24) (24-26) (20-25) (8-15) | デンソー・エアリービーズ （4勝3敗） | 西尾市総合体育館 観客数: 1,200人 主審: 田野敏彦 副審: 舘健一 |
| #533 | 2004年11月23日 16:00 |                       |                                              |                                     | 西尾市総合体育館 観客数: 1,200人 主審: 田野敏彦 副審: 舘健一 |

| #534 | 2004年11月23日 13:00 |                                 |                                       |                           |                                                                |
| #534 | 2004年11月23日 13:00 | 久光製薬スプリングス （4勝3敗） | 3 - 1 (25-18) (22-25) (25-15) (25-21) | 東レ・アローズ （2勝4敗） | 辰口町総合体育館 観客数: 1,400人 主審: 三見洋子 副審: 佐々木紀 |
| #534 | 2004年11月23日 13:00 |                                 |                                       |                           | 辰口町総合体育館 観客数: 1,400人 主審: 三見洋子 副審: 佐々木紀 |

#### 11月27日
| #535 | 2004年11月27日 14:00 |                         |                                       |                           |                                                              |
| #535 | 2004年11月27日 14:00 | 茂原アルカス （1勝7敗） | 1 - 3 (25-23) (20-25) (16-25) (20-25) | JTマーヴェラス （6勝3敗） | 秋田市立体育館 観客数: 1,500人 主審: 印藤智一 副審: 船木洋行 |
| #535 | 2004年11月27日 14:00 |                         |                                       |                           | 秋田市立体育館 観客数: 1,500人 主審: 印藤智一 副審: 船木洋行 |

| #536 | 2004年11月27日 16:20 |                           |                               |                           |                                                              |
| #536 | 2004年11月27日 16:20 | 東レ・アローズ （2勝5敗） | 1 - 3 (25-12) (22-25) (23-25) | 武富士バンブー （4勝4敗） | 秋田市立体育館 観客数: 1,400人 主審: 酒出修 副審: 阿部広太郎 |
| #536 | 2004年11月27日 16:20 |                           |                               |                           | 秋田市立体育館 観客数: 1,400人 主審: 酒出修 副審: 阿部広太郎 |

| #537 | 2004年11月27日 14:00 |                       |                               |                               |                                                            |
| #537 | 2004年11月27日 14:00 | シーガルズ （1勝5敗） | 0 - 3 (21-25) (23-25) (21-25) | 日立佐和リヴァーレ （3勝5敗） | 北上総合体育館 観客数: 1,812人 主審: 村上成司 副審: 斎藤篤 |
| #537 | 2004年11月27日 14:00 |                       |                               |                               | 北上総合体育館 観客数: 1,812人 主審: 村上成司 副審: 斎藤篤 |

| #538 | 2004年11月27日 16:00 |                                     |                               |                              |                                                                |
| #538 | 2004年11月27日 16:00 | デンソー・エアリービーズ （4勝4敗） | 0 - 3 (20-25) (15-25) (22-25) | NECレッドロケッツ （7勝1敗） | 北上総合体育館 観客数: 2,366人 主審: 佐々木克之 副審: 川地邦宏 |
| #538 | 2004年11月27日 16:00 |                                     |                               |                              | 北上総合体育館 観客数: 2,366人 主審: 佐々木克之 副審: 川地邦宏 |

#### 11月28日
| #539 | 2004年11月28日 13:00 |                         |                               |                       |                                                              |
| #539 | 2004年11月28日 13:00 | 茂原アルカス （1勝8敗） | 0 - 3 (16-25) (22-25) (23-25) | シーガルズ （2勝5敗） | 秋田市立体育館 観客数: 1,500人 主審: 印藤智一 副審: 船木洋行 |
| #539 | 2004年11月28日 13:00 |                         |                               |                       | 秋田市立体育館 観客数: 1,500人 主審: 印藤智一 副審: 船木洋行 |

| #540 | 2004年11月28日 15:00 |                           |                               |                                       |                                                              |
| #540 | 2004年11月28日 15:00 | 東レ・アローズ （2勝6敗） | 0 - 3 (23-25) (16-25) (24-26) | パイオニアレッドウィングス （7勝1敗） | 秋田市立体育館 観客数: 2,000人 主審: 酒出修 副審: 阿部広太郎 |
| #540 | 2004年11月28日 15:00 |                           |                               |                                       | 秋田市立体育館 観客数: 2,000人 主審: 酒出修 副審: 阿部広太郎 |

| #541 | 2004年11月28日 13:00 |                                     |                                              |                           |                                                                  |
| #541 | 2004年11月28日 13:00 | デンソー・エアリービーズ （5勝4敗） | 3 - 2 (25-23) (22-25) (21-25) (25-16) (15-8) | 武富士バンブー （4勝5敗） | 花巻市総合体育館 観客数: 1,550人 主審: 佐々木克之 副審: 川地邦宏 |
| #541 | 2004年11月28日 13:00 |                                     |                                              |                           | 花巻市総合体育館 観客数: 1,550人 主審: 佐々木克之 副審: 川地邦宏 |

| #542 | 2004年11月28日 15:40 |                                 |                                               |                              |                                                              |
| #542 | 2004年11月28日 15:40 | 久光製薬スプリングス （4勝4敗） | 2 - 3 (18-25) (25-14) (25-22) (24-26) (12-15) | NECレッドロケッツ （8勝1敗） | 花巻市総合体育館 観客数: 1,690人 主審: 斎藤篤 副審: 村上成司 |
| #542 | 2004年11月28日 15:40 |                                 |                                               |                              | 花巻市総合体育館 観客数: 1,690人 主審: 斎藤篤 副審: 村上成司 |

#### 12月4日
| #543 | 2004年12月4日 14:00 |                       |                                               |                           |                                                                      |
| #543 | 2004年12月4日 14:00 | シーガルズ （3勝5敗） | 3 - 2 (25-20) (23-25) (25-27) (25-22) (15-11) | 東レ・アローズ （2勝7敗） | 山陽町ふれあい公園体育館 観客数: 961人 主審: 田野昭彦 副審: 藤本昌朗 |
| #543 | 2004年12月4日 14:00 |                       |                                               |                           | 山陽町ふれあい公園体育館 観客数: 961人 主審: 田野昭彦 副審: 藤本昌朗 |

#### 12月5日
| #544 | 2004年12月5日 13:00 |                       |                                               |                                 |                                                                      |
| #544 | 2004年12月5日 13:00 | シーガルズ （3勝6敗） | 2 - 3 (25-23) (19-25) (25-22) (18-25) (12-15) | 久光製薬スプリングス （5勝4敗） | 山陽町ふれあい公園体育館 観客数: 780人 主審: 田野昭彦 副審: 寺岡謙治 |
| #544 | 2004年12月5日 13:00 |                       |                                               |                                 | 山陽町ふれあい公園体育館 観客数: 780人 主審: 田野昭彦 副審: 寺岡謙治 |

| #545 | 2004年12月5日 14:00 |                                       |                                       |                               |                                                                          |
| #545 | 2004年12月5日 14:00 | パイオニアレッドウィングス （8勝1敗） | 3 - 1 (17-25) (26-24) (25-20) (25-16) | 日立佐和リヴァーレ （3勝6敗） | 山形県総合運動公園総合体育館 観客数: 3,300人 主審: 村上成司 副審: 斎藤篤 |
| #545 | 2004年12月5日 14:00 |                                       |                                       |                               | 山形県総合運動公園総合体育館 観客数: 3,300人 主審: 村上成司 副審: 斎藤篤 |

#### 1Legの結果
| 順位 | チーム名                   | 試合数 | 勝数 | 敗数 | 勝率  | 備考                        |
| ---- | -------------------------- | ------ | ---- | ---- | ----- | --------------------------- |
| 1    | パイオニアレッドウィングス | 9      | 8    | 1    | 0.889 | セット率 2.889 得点率 1.154 |
| 2    | NECレッドロケッツ          | 9      | 8    | 1    | 0.889 | セット率 2.889 得点率 1.138 |
| 3    | JTマーヴェラス             | 9      | 6    | 3    | 0.667 |                             |
| 4    | 久光製薬スプリングス       | 9      | 5    | 4    | 0.556 | セット率 1.125              |
| 5    | デンソー・エアリービーズ   | 9      | 5    | 4    | 0.556 | セット率 0.762              |
| 6    | 武富士バンブー             | 9      | 4    | 5    | 0.444 |                             |
| 7    | シーガルズ                 | 9      | 3    | 6    | 0.333 | セット率 0.714              |
| 8    | 日立佐和リヴァーレ         | 9      | 3    | 6    | 0.333 | セット率 0.600              |
| 9    | 東レ・アローズ             | 9      | 2    | 7    | 0.222 |                             |
| 10   | 茂原アルカス               | 9      | 1    | 8    | 0.111 |                             |

### 2Leg

#### 12月11日
| #546 | 2004年12月11日 14:02 |                       |                               |                           |                                                                      |
| #546 | 2004年12月11日 14:02 | シーガルズ （4勝6敗） | 3 - 0 (25-21) (25-19) (25-20) | 武富士バンブー （4勝6敗） | 太田市運動公園市民体育館 観客数: 2,865人 主審: 田中昭彦 副審: 勝又正 |
| #546 | 2004年12月11日 14:02 |                       |                               |                           | 太田市運動公園市民体育館 観客数: 2,865人 主審: 田中昭彦 副審: 勝又正 |

| #547 | 2004年12月11日 16:00 |                              |                               |                                       |                                                                          |
| #547 | 2004年12月11日 16:00 | NECレッドロケッツ （9勝1敗） | 3 - 0 (25-23) (25-21) (26-24) | パイオニアレッドウィングス （8勝2敗） | 太田市運動公園市民体育館 観客数: 2,865人 主審: 利根川忠史 副審: 川田光治 |
| #547 | 2004年12月11日 16:00 |                              |                               |                                       | 太田市運動公園市民体育館 観客数: 2,865人 主審: 利根川忠史 副審: 川田光治 |

| #548 | 2004年12月11日 13:10 |                           |                                               |                           |                                                            |
| #548 | 2004年12月11日 13:10 | JTマーヴェラス （6勝4敗） | 2 - 3 (27-29) (25-19) (23-25) (25-23) (15-17) | 東レ・アローズ （3勝7敗） | 滋賀県立体育館 観客数: 2,740人 主審: 山田道人 副審: 江下毅 |
| #548 | 2004年12月11日 13:10 |                           |                                               |                           | 滋賀県立体育館 観客数: 2,740人 主審: 山田道人 副審: 江下毅 |

| #549 | 2004年12月11日 16:00 |                                 |                               |                         |                                                              |
| #549 | 2004年12月11日 16:00 | 久光製薬スプリングス （6勝4敗） | 3 - 1 (23-25) (25-17) (25-18) | 茂原アルカス （1勝9敗） | 滋賀県立体育館 観客数: 2,740人 主審: 山本和良 副審: 佐野裕基 |
| #549 | 2004年12月11日 16:00 |                                 |                               |                         | 滋賀県立体育館 観客数: 2,740人 主審: 山本和良 副審: 佐野裕基 |

#### 12月12日
| #550 | 2004年12月12日 13:00 |                               |                                       |                       |                                                                                                |
| #550 | 2004年12月12日 13:00 | NECレッドロケッツ （10勝1敗） | 3 - 1 (25-18) (21-25) (25-23) (25-20) | シーガルズ （4勝7敗） | 群馬県総合スポーツセンター（ぐんまアリーナ） 観客数: 3,158人 主審: 利根川忠史 副審: 櫻井ひろみ |
| #550 | 2004年12月12日 13:00 |                               |                                       |                       | 群馬県総合スポーツセンター（ぐんまアリーナ） 観客数: 3,158人 主審: 利根川忠史 副審: 櫻井ひろみ |

| #551 | 2004年12月12日 15:25 |                           |                                       |                                       |                                                                                          |
| #551 | 2004年12月12日 15:25 | 武富士バンブー （4勝7敗） | 1 - 3 (25-18) (23-25) (21-25) (20-25) | パイオニアレッドウィングス （9勝2敗） | 群馬県総合スポーツセンター（ぐんまアリーナ） 観客数: 3,158人 主審: 勝又正 副審: 田中昭彦 |
| #551 | 2004年12月12日 15:25 |                           |                                       |                                       | 群馬県総合スポーツセンター（ぐんまアリーナ） 観客数: 3,158人 主審: 勝又正 副審: 田中昭彦 |

| #552 | 2004年12月12日 13:05 |                         |                                       |                           |                                                              |
| #552 | 2004年12月12日 13:05 | 茂原アルカス （2勝9敗） | 3 - 1 (25-23) (17-25) (25-17) (25-21) | 東レ・アローズ （3勝8敗） | 滋賀県立体育館 観客数: 2,100人 主審: 山本和良 副審: 佐野裕基 |
| #552 | 2004年12月12日 13:05 |                         |                                       |                           | 滋賀県立体育館 観客数: 2,100人 主審: 山本和良 副審: 佐野裕基 |

| #553 | 2004年12月12日 15:30 |                                 |                               |                           |                                                            |
| #553 | 2004年12月12日 15:30 | 久光製薬スプリングス （6勝5敗） | 0 - 3 (23-25) (18-25) (21-25) | JTマーヴェラス （7勝4敗） | 滋賀県立体育館 観客数: 2,100人 主審: 山田道人 副審: 江下毅 |
| #553 | 2004年12月12日 15:30 |                                 |                               |                           | 滋賀県立体育館 観客数: 2,100人 主審: 山田道人 副審: 江下毅 |

#### 12月18日
| #554 | 2004年12月18日 14:00 |                                       |                               |                           |                                                                |
| #554 | 2004年12月18日 14:00 | パイオニアレッドウィングス （9勝3敗） | 0 - 3 (21-25) (22-25) (18-25) | JTマーヴェラス （8勝4敗） | 大阪府立体育会館 観客数: 2,800人 主審: 高橋憲太郎 副審: 江下毅 |
| #554 | 2004年12月18日 14:00 |                                       |                               |                           | 大阪府立体育会館 観客数: 2,800人 主審: 高橋憲太郎 副審: 江下毅 |

| #555 | 2004年12月18日 16:00 |                       |                                       |                          |                                                                |
| #555 | 2004年12月18日 16:00 | シーガルズ （5勝7敗） | 3 - 1 (21-25) (25-19) (26-24) (25-20) | 茂原アルカス （2勝10敗） | 大阪府立体育会館 観客数: 1,400人 主審: 伊藤博之 副審: 寺口克彦 |
| #555 | 2004年12月18日 16:00 |                       |                                       |                          | 大阪府立体育会館 観客数: 1,400人 主審: 伊藤博之 副審: 寺口克彦 |

| #556 | 2004年12月18日 15:32 |                               |                               |                               |                                                                  |
| #556 | 2004年12月18日 15:32 | 日立佐和リヴァーレ （3勝7敗） | 0 - 3 (14-25) (23-25) (19-25) | NECレッドロケッツ （11勝1敗） | 町田市立総合体育館 観客数: 3,200人 主審: 山本和良 副審: 野村考一 |
| #556 | 2004年12月18日 15:32 |                               |                               |                               | 町田市立総合体育館 観客数: 3,200人 主審: 山本和良 副審: 野村考一 |

| #557 | 2004年12月18日 14:00 |                           |                                               |                                     |                                                                    |
| #557 | 2004年12月18日 14:00 | 武富士バンブー （4勝8敗） | 2 - 3 (25-21) (25-22) (17-25) (21-25) (14-16) | デンソー・エアリービーズ （6勝4敗） | 越谷市立総合体育館 観客数: 1,462人 主審: 村上成司 副審: 小野沢一宏 |
| #557 | 2004年12月18日 14:00 |                           |                                               |                                     | 越谷市立総合体育館 観客数: 1,462人 主審: 村上成司 副審: 小野沢一宏 |

#### 12月19日
| #558 | 2004年12月19日 13:05 |                          |                               |                                        |                                                              |
| #558 | 2004年12月19日 13:05 | 茂原アルカス （2勝11敗） | 0 - 3 (14-25) (32-34) (26-28) | パイオニアレッドウィングス （10勝3敗） | 大阪府立体育会館 観客数: 2,100人 主審: 伊藤博之 副審: 建井敬 |
| #558 | 2004年12月19日 13:05 |                          |                               |                                        | 大阪府立体育会館 観客数: 2,100人 主審: 伊藤博之 副審: 建井敬 |

| #559 | 2004年12月19日 15:05 |                           |                                       |                       |                                                                  |
| #559 | 2004年12月19日 15:05 | JTマーヴェラス （8勝5敗） | 1 - 3 (20-25) (23-25) (25-23) (21-25) | シーガルズ （6勝7敗） | 大阪府立体育会館 観客数: 2,100人 主審: 高橋憲太郎 副審: 大塚春夫 |
| #559 | 2004年12月19日 15:05 |                           |                                       |                       | 大阪府立体育会館 観客数: 2,100人 主審: 高橋憲太郎 副審: 大塚春夫 |

| #560 | 2004年12月19日 14:35 |                               |                                       |                                     |                                                                |
| #560 | 2004年12月19日 14:35 | NECレッドロケッツ （12勝1敗） | 3 - 1 (25-23) (25-15) (19-25) (25-14) | デンソー・エアリービーズ （6勝5敗） | 町田市立総合体育館 観客数: 3,200人 主審: 三見洋子 副審: 水間尚 |
| #560 | 2004年12月19日 14:35 |                               |                                       |                                     | 町田市立総合体育館 観客数: 3,200人 主審: 三見洋子 副審: 水間尚 |

| #561 | 2004年12月19日 13:00 |                           |                                       |                               |                                                                  |
| #561 | 2004年12月19日 13:00 | 武富士バンブー （4勝9敗） | 1 - 3 (19-25) (23-25) (25-14) (27-29) | 日立佐和リヴァーレ （4勝7敗） | 越谷市立総合体育館 観客数: 1,353人 主審: 村上成司 副審: 木村一郎 |
| #561 | 2004年12月19日 13:00 |                           |                                       |                               | 越谷市立総合体育館 観客数: 1,353人 主審: 村上成司 副審: 木村一郎 |

#### 12月23日
| #562 | 2004年12月23日 13:00 |                                     |                               |                               |                                                                      |
| #562 | 2004年12月23日 13:00 | デンソー・エアリービーズ （6勝6敗） | 0 - 3 (20-25) (25-27) (23-25) | 日立佐和リヴァーレ （5勝7敗） | 大町市運動公園総合体育館 観客数: 2,029人 主審: 冨田満 副審: 鏡味照明 |
| #562 | 2004年12月23日 13:00 |                                     |                               |                               | 大町市運動公園総合体育館 観客数: 2,029人 主審: 冨田満 副審: 鏡味照明 |

| #563 | 2004年12月23日 15:00 |                          |                                               |                           |                                                                        |
| #563 | 2004年12月23日 15:00 | 茂原アルカス （2勝12敗） | 2 - 3 (18-25) (25-22) (25-18) (23-25) (14-16) | JTマーヴェラス （9勝5敗） | 大町市運動公園総合体育館 観客数: 2,059人 主審: 田中昭彦 副審: 中島俊昌 |
| #563 | 2004年12月23日 15:00 |                          |                                               |                           | 大町市運動公園総合体育館 観客数: 2,059人 主審: 田中昭彦 副審: 中島俊昌 |

| #564 | 2004年12月23日 13:00 |                                 |                               |                           |                                                                          |
| #564 | 2004年12月23日 13:00 | 久光製薬スプリングス （7勝5敗） | 3 - 0 (25-18) (25-22) (25-23) | 東レ・アローズ （3勝9敗） | 小野市総合体育館（アルゴ） 観客数: 1,200人 主審: 田野敏彦 副審: 芦田光巨 |
| #564 | 2004年12月23日 13:00 |                                 |                               |                           | 小野市総合体育館（アルゴ） 観客数: 1,200人 主審: 田野敏彦 副審: 芦田光巨 |

#### 12月25日
| #565 | 2004年12月25日 14:00 |                               |                               |                           |                                                                      |
| #565 | 2004年12月25日 14:00 | NECレッドロケッツ （12勝2敗） | 0 - 3 (16-25) (24-26) (20-25) | 東レ・アローズ （4勝9敗） | 宇部市俵田翁記念体育館 観客数: 2,460人 主審: 田野敏彦 副審: 冨田博一 |
| #565 | 2004年12月25日 14:00 |                               |                               |                           | 宇部市俵田翁記念体育館 観客数: 2,460人 主審: 田野敏彦 副審: 冨田博一 |

| #566 | 2004年12月25日 16:00 |                                 |                               |                            |                                                                      |
| #566 | 2004年12月25日 16:00 | 久光製薬スプリングス （8勝5敗） | 3 - 0 (25-15) (25-21) (25-17) | 武富士バンブー （4勝10敗） | 宇部市俵田翁記念体育館 観客数: 2,500人 主審: 石井洋壮 副審: 周山泰之 |
| #566 | 2004年12月25日 16:00 |                                 |                               |                            | 宇部市俵田翁記念体育館 観客数: 2,500人 主審: 石井洋壮 副審: 周山泰之 |

| #567 | 2004年12月25日 14:00 |                                        |                                       |                                     |                                                                            |
| #567 | 2004年12月25日 14:00 | パイオニアレッドウィングス （11勝3敗） | 3 - 1 (22-25) (25-15) (25-21) (25-19) | デンソー・エアリービーズ （6勝7敗） | 山形市総合スポーツセンター 観客数: 4,140人 主審: 村上成司 副審: 佐々木克之 |
| #567 | 2004年12月25日 14:00 |                                        |                                       |                                     | 山形市総合スポーツセンター 観客数: 4,140人 主審: 村上成司 副審: 佐々木克之 |

| #568 | 2004年12月25日 16:15 |                               |                                       |                       |                                                                        |
| #568 | 2004年12月25日 16:15 | 日立佐和リヴァーレ （5勝8敗） | 1 - 3 (25-21) (23-25) (25-27) (21-25) | シーガルズ （7勝7敗） | 山形市総合スポーツセンター 観客数: 2,100人 主審: 斎藤篤 副審: 石井正宏 |
| #568 | 2004年12月25日 16:15 |                               |                                       |                       | 山形市総合スポーツセンター 観客数: 2,100人 主審: 斎藤篤 副審: 石井正宏 |

#### 12月26日
| #569 | 2004年12月26日 13:00 |                               |                                       |                                 |                                                                          |
| #569 | 2004年12月26日 13:00 | NECレッドロケッツ （12勝3敗） | 1 - 3 (16-25) (25-21) (21-25) (19-25) | 久光製薬スプリングス （9勝5敗） | やまぐちリフレッシュパーク 観客数: 2,100人 主審: 田野敏彦 副審: 吉川幸治 |
| #569 | 2004年12月26日 13:00 |                               |                                       |                                 | やまぐちリフレッシュパーク 観客数: 2,100人 主審: 田野敏彦 副審: 吉川幸治 |

| #570 | 2004年12月26日 15:15 |                            |                                              |                            |                                                                          |
| #570 | 2004年12月26日 15:15 | 東レ・アローズ （4勝10敗） | 2 - 3 (17-25) (25-21) (25-18) (21-25) (8-15) | 武富士バンブー （5勝10敗） | やまぐちリフレッシュパーク 観客数: 2,145人 主審: 冨田博一 副審: 石井洋壮 |
| #570 | 2004年12月26日 15:15 |                            |                                              |                            | やまぐちリフレッシュパーク 観客数: 2,145人 主審: 冨田博一 副審: 石井洋壮 |

| #571 | 2004年12月26日 13:05 |                                        |                               |                               |                                                                            |
| #571 | 2004年12月26日 13:05 | パイオニアレッドウィングス （12勝3敗） | 3 - 0 (25-11) (25-12) (25-22) | 日立佐和リヴァーレ （5勝9敗） | 山形市総合スポーツセンター 観客数: 4,730人 主審: 佐々木克之 副審: 石井正宏 |
| #571 | 2004年12月26日 13:05 |                                        |                               |                               | 山形市総合スポーツセンター 観客数: 4,730人 主審: 佐々木克之 副審: 石井正宏 |

| #572 | 2004年12月26日 15:02 |                                     |                                       |                       |                                                                        |
| #572 | 2004年12月26日 15:02 | デンソー・エアリービーズ （6勝8敗） | 1 - 3 (20-25) (25-22) (20-25) (23-25) | シーガルズ （8勝7敗） | 山形市総合スポーツセンター 観客数: 2,870人 主審: 斎藤篤 副審: 村上成司 |
| #572 | 2004年12月26日 15:02 |                                     |                                       |                       | 山形市総合スポーツセンター 観客数: 2,870人 主審: 斎藤篤 副審: 村上成司 |

#### 1月8日
| #573 | 2005年1月8日 14:05 |                           |                                              |                               |                                                                            |
| #573 | 2005年1月8日 14:05 | JTマーヴェラス （9勝6敗） | 2 - 3 (14-25) (25-18) (14-25) (25-23) (9-15) | NECレッドロケッツ （13勝3敗） | 久留米市総合スポーツセンター 観客数: 2,925人 主審: 代居正巳 副審: 中馬義朗 |
| #573 | 2005年1月8日 14:05 |                           |                                              |                               | 久留米市総合スポーツセンター 観客数: 2,925人 主審: 代居正巳 副審: 中馬義朗 |

| #574 | 2005年1月8日 16:30 |                          |                               |                            |                                                                          |
| #574 | 2005年1月8日 16:30 | 茂原アルカス （2勝13敗） | 0 - 3 (15-25) (21-25) (19-25) | 武富士バンブー （6勝10敗） | 久留米市総合スポーツセンター 観客数: 2,438人 主審: 塚本健 副審: 須藤義宏 |
| #574 | 2005年1月8日 16:30 |                          |                               |                            | 久留米市総合スポーツセンター 観客数: 2,438人 主審: 塚本健 副審: 須藤義宏 |

| #575 | 2005年1月8日 14:00 |                                     |                                               |                                  |                                                                |
| #575 | 2005年1月8日 14:00 | デンソー・エアリービーズ （6勝9敗） | 2 - 3 (25-27) (31-33) (25-21) (26-24) (12-15) | 久光製薬スプリングス （10勝5敗） | 島原復興アリーナ 観客数: 2,100人 主審: 小柴滋 副審: 稲田秀一朗 |
| #575 | 2005年1月8日 14:00 |                                     |                                               |                                  | 島原復興アリーナ 観客数: 2,100人 主審: 小柴滋 副審: 稲田秀一朗 |

| #576 | 2005年1月8日 16:50 |                                |                               |                            |                                                                |
| #576 | 2005年1月8日 16:50 | 日立佐和リヴァーレ （5勝10敗） | 1 - 3 (25-21) (21-25) (23-25) | 東レ・アローズ （5勝10敗） | 島原復興アリーナ 観客数: 2,100人 主審: 小林朝実 副審: 大塚春夫 |
| #576 | 2005年1月8日 16:50 |                                |                               |                            | 島原復興アリーナ 観客数: 2,100人 主審: 小林朝実 副審: 大塚春夫 |

#### 1月9日
| #577 | 2005年1月9日 13:00 |                            |                               |                            |                                                            |
| #577 | 2005年1月9日 13:00 | 武富士バンブー （6勝11敗） | 0 - 3 (23-25) (19-25) (18-25) | JTマーヴェラス （10勝6敗） | 福岡市民体育館 観客数: 2,870人 主審: 中馬義朗 副審: 塚本健 |
| #577 | 2005年1月9日 13:00 |                            |                               |                            | 福岡市民体育館 観客数: 2,870人 主審: 中馬義朗 副審: 塚本健 |

| #578 | 2005年1月9日 15:00 |                               |                               |                          |                                                              |
| #578 | 2005年1月9日 15:00 | NECレッドロケッツ （14勝3敗） | 3 - 0 (25-15) (25-22) (25-17) | 茂原アルカス （2勝14敗） | 福岡市民体育館 観客数: 2,970人 主審: 代居正巳 副審: 須藤義宏 |
| #578 | 2005年1月9日 15:00 |                               |                               |                          | 福岡市民体育館 観客数: 2,970人 主審: 代居正巳 副審: 須藤義宏 |

| #579 | 2005年1月9日 13:00 |                                |                               |                                  |                                                                                          |
| #579 | 2005年1月9日 13:00 | 日立佐和リヴァーレ （5勝11敗） | 0 - 3 (24-26) (21-25) (19-25) | 久光製薬スプリングス （11勝5敗） | 大村市体育文化センター（シーハットおおむら） 観客数: 2,500人 主審: 小柴滋 副審: 石隈孝典 |
| #579 | 2005年1月9日 13:00 |                                |                               |                                  | 大村市体育文化センター（シーハットおおむら） 観客数: 2,500人 主審: 小柴滋 副審: 石隈孝典 |

| #580 | 2005年1月9日 15:00 |                            |                                               |                                     |                                                                                            |
| #580 | 2005年1月9日 15:00 | 東レ・アローズ （5勝11敗） | 2 - 3 (25-20) (17-25) (23-25) (27-25) (12-15) | デンソー・エアリービーズ （7勝9敗） | 大村市体育文化センター（シーハットおおむら） 観客数: 2,700人 主審: 小林朝実 副審: 大塚春夫 |
| #580 | 2005年1月9日 15:00 |                            |                                               |                                     | 大村市体育文化センター（シーハットおおむら） 観客数: 2,700人 主審: 小林朝実 副審: 大塚春夫 |

#### 1月10日
| #581 | 2005年1月10日 13:00 |                       |                               |                                        |                                                            |
| #581 | 2005年1月10日 13:00 | シーガルズ （8勝8敗） | 0 - 3 (14-25) (20-25) (25-27) | パイオニアレッドウィングス （13勝3敗） | 飯塚市体育館 観客数: 2,350人 主審: 中馬義朗 副審: 代居正巳 |
| #581 | 2005年1月10日 13:00 |                       |                               |                                        | 飯塚市体育館 観客数: 2,350人 主審: 中馬義朗 副審: 代居正巳 |

| #582 | 2005年1月10日 15:00 |                            |                                       |                               |                                                          |
| #582 | 2005年1月10日 15:00 | 武富士バンブー （7勝11敗） | 3 - 1 (19-25) (25-19) (25-23) (25-13) | NECレッドロケッツ （14勝4敗） | 飯塚市体育館 観客数: 2,651人 主審: 塚本健 副審: 須藤義宏 |
| #582 | 2005年1月10日 15:00 |                            |                                       |                               | 飯塚市体育館 観客数: 2,651人 主審: 塚本健 副審: 須藤義宏 |

#### 1月15日
| #583 | 2005年1月15日 13:10 |                                  |                                               |                       |                                                            |
| #583 | 2005年1月15日 13:10 | 久光製薬スプリングス （11勝6敗） | 2 - 3 (14-25) (25-23) (25-21) (21-25) (12-15) | シーガルズ （9勝8敗） | 函館市民体育館 観客数: 1,800人 主審: 酒出修 副審: 明井寿枝 |
| #583 | 2005年1月15日 13:10 |                                  |                                               |                       | 函館市民体育館 観客数: 1,800人 主審: 酒出修 副審: 明井寿枝 |

| #584 | 2005年1月15日 15:45 |                                        |                       |                            |                                                              |
| #584 | 2005年1月15日 15:45 | パイオニアレッドウィングス （14勝3敗） | 3 - 0 (25-22) (25-21) | 東レ・アローズ （5勝12敗） | 函館市民体育館 観客数: 2,000人 主審: 印藤智一 副審: 濱中昌志 |
| #584 | 2005年1月15日 15:45 |                                        |                       |                            | 函館市民体育館 観客数: 2,000人 主審: 印藤智一 副審: 濱中昌志 |

| #585 | 2005年1月15日 14:00 |                                      |                                               |                            |                                                                      |
| #585 | 2005年1月15日 14:00 | デンソー・エアリービーズ （7勝10敗） | 2 - 3 (20-25) (25-21) (18-25) (30-28) (10-15) | JTマーヴェラス （11勝6敗） | ひたちなか市総合体育館 観客数: 1,350人 主審: 田中昭彦 副審: 鈴木慎司 |
| #585 | 2005年1月15日 14:00 |                                      |                                               |                            | ひたちなか市総合体育館 観客数: 1,350人 主審: 田中昭彦 副審: 鈴木慎司 |

| #586 | 2005年1月15日 16:40 |                          |                                       |                                |                                                                    |
| #586 | 2005年1月15日 16:40 | 茂原アルカス （3勝14敗） | 3 - 1 (25-15) (25-19) (14-25) (25-23) | 日立佐和リヴァーレ （5勝12敗） | ひたちなか市総合体育館 観客数: 1,400人 主審: 冨田満 副審: 山田道人 |
| #586 | 2005年1月15日 16:40 |                          |                                       |                                | ひたちなか市総合体育館 観客数: 1,400人 主審: 冨田満 副審: 山田道人 |

#### 1月16日
| #587 | 2005年1月16日 13:00 |                            |                                               |                       |                                                              |
| #587 | 2005年1月16日 13:00 | 東レ・アローズ （6勝12敗） | 3 - 2 (20-25) (25-18) (17-25) (26-24) (15-12) | シーガルズ （9勝9敗） | 函館市民体育館 観客数: 1,850人 主審: 印藤智一 副審: 濱中昌志 |
| #587 | 2005年1月16日 13:00 |                            |                                               |                       | 函館市民体育館 観客数: 1,850人 主審: 印藤智一 副審: 濱中昌志 |

| #588 | 2005年1月16日 15:45 |                                        |                               |                                  |                                                            |
| #588 | 2005年1月16日 15:45 | パイオニアレッドウィングス （15勝3敗） | 3 - 0 (25-17) (25-21) (25-20) | 久光製薬スプリングス （11勝7敗） | 函館市民体育館 観客数: 1,850人 主審: 酒出修 副審: 明井寿枝 |
| #588 | 2005年1月16日 15:45 |                                        |                               |                                  | 函館市民体育館 観客数: 1,850人 主審: 酒出修 副審: 明井寿枝 |

| #589 | 2005年1月16日 13:01 |                                      |                                       |                          |                                                                      |
| #589 | 2005年1月16日 13:01 | デンソー・エアリービーズ （8勝10敗） | 3 - 1 (25-21) (17-25) (25-14) (25-11) | 茂原アルカス （3勝15敗） | ひたちなか市総合体育館 観客数: 1,250人 主審: 山田道人 副審: 鈴木慎司 |
| #589 | 2005年1月16日 13:01 |                                      |                                       |                          | ひたちなか市総合体育館 観客数: 1,250人 主審: 山田道人 副審: 鈴木慎司 |

| #590 | 2005年1月16日 15:10 |                            |                                       |                                |                                                                    |
| #590 | 2005年1月16日 15:10 | JTマーヴェラス （12勝6敗） | 3 - 1 (25-23) (25-18) (17-25) (25-22) | 日立佐和リヴァーレ （5勝13敗） | ひたちなか市総合体育館 観客数: 1,650人 主審: 田中昭彦 副審: 冨田満 |
| #590 | 2005年1月16日 15:10 |                            |                                       |                                | ひたちなか市総合体育館 観客数: 1,650人 主審: 田中昭彦 副審: 冨田満 |

#### 2Legの結果
| 順位 | チーム名                   | 試合数 | 勝数 | 敗数 | 勝率  | 備考                        |
| ---- | -------------------------- | ------ | ---- | ---- | ----- | --------------------------- |
| 1    | パイオニアレッドウィングス | 9      | 7    | 2    | 0.778 |                             |
| 2    | JTマーヴェラス             | 9      | 6    | 3    | 0.667 | セット率 1.643              |
| 3    | NECレッドロケッツ          | 9      | 6    | 3    | 0.667 | セット率 1.538 得点率 1.071 |
| 4    | 久光製薬スプリングス       | 9      | 6    | 3    | 0.667 | セット率 1.538 得点率 1.056 |
| 5    | シーガルズ                 | 9      | 6    | 3    | 0.667 | セット率 1.400              |
| 6    | 東レ・アローズ             | 9      | 4    | 5    | 0.444 |                             |
| 7    | デンソー・エアリービーズ   | 9      | 3    | 6    | 0.333 | セット率 0.696              |
| 8    | 武富士バンブー             | 9      | 3    | 6    | 0.333 | セット率 0.619              |
| 9    | 茂原アルカス               | 9      | 2    | 7    | 0.222 | セット率 0.478              |
| 10   | 日立佐和リヴァーレ         | 9      | 2    | 7    | 0.222 | セット率 0.455              |

### 3Leg

#### 1月22日
| #591 | 2005年1月22日 14:00 |                          |                               |                                      |                                                                  |
| #591 | 2005年1月22日 14:00 | 茂原アルカス （3勝16敗） | 0 - 3 (13-25) (20-25) (18-25) | デンソー・エアリービーズ （9勝10敗） | 八尾市立総合体育館 観客数: 1,250人 主審: 田野昭彦 副審: 吉岡奈々 |
| #591 | 2005年1月22日 14:00 |                          |                               |                                      | 八尾市立総合体育館 観客数: 1,250人 主審: 田野昭彦 副審: 吉岡奈々 |

| #592 | 2005年1月22日 16:00 |                                |                                       |                            |                                                                  |
| #592 | 2005年1月22日 16:00 | 日立佐和リヴァーレ （6勝13敗） | 3 - 1 (18-25) (25-21) (25-18) (25-21) | JTマーヴェラス （12勝7敗） | 八尾市立総合体育館 観客数: 1,500人 主審: 高橋憲太郎 副審: 江下毅 |
| #592 | 2005年1月22日 16:00 |                                |                                       |                            | 八尾市立総合体育館 観客数: 1,500人 主審: 高橋憲太郎 副審: 江下毅 |

| #593 | 2005年1月22日 14:00 |                                        |                               |                            |                                                              |
| #593 | 2005年1月22日 14:00 | パイオニアレッドウィングス （16勝3敗） | 3 - 0 (25-14) (26-24) (25-16) | 東レ・アローズ （6勝13敗） | 佐賀県総合体育館 観客数: 2,885人 主審: 代居正巳 副審: 塚本健 |
| #593 | 2005年1月22日 14:00 |                                        |                               |                            | 佐賀県総合体育館 観客数: 2,885人 主審: 代居正巳 副審: 塚本健 |

| #594 | 2005年1月22日 16:00 |                                  |                               |                        |                                                                |
| #594 | 2005年1月22日 16:00 | 久光製薬スプリングス （11勝8敗） | 0 - 3 (17-25) (21-25) (20-25) | シーガルズ （10勝9敗） | 佐賀県総合体育館 観客数: 3,204人 主審: 山田道人 副審: 溝口正勝 |
| #594 | 2005年1月22日 16:00 |                                  |                               |                        | 佐賀県総合体育館 観客数: 3,204人 主審: 山田道人 副審: 溝口正勝 |

#### 1月23日
| #595 | 2005年1月23日 13:00 |                                |                                       |                          |                                                                  |
| #595 | 2005年1月23日 13:00 | 日立佐和リヴァーレ （7勝13敗） | 3 - 1 (25-22) (19-25) (25-16) (25-22) | 茂原アルカス （3勝17敗） | 八尾市立総合体育館 観客数: 1,020人 主審: 田野昭彦 副審: 大塚春夫 |
| #595 | 2005年1月23日 13:00 |                                |                                       |                          | 八尾市立総合体育館 観客数: 1,020人 主審: 田野昭彦 副審: 大塚春夫 |

| #596 | 2005年1月23日 15:26 |                            |                               |                                       |                                                                  |
| #596 | 2005年1月23日 15:26 | JTマーヴェラス （12勝8敗） | 0 - 3 (23-25) (22-25) (18-25) | デンソー・エアリービーズ （10勝10敗） | 八尾市立総合体育館 観客数: 1,500人 主審: 高橋憲太郎 副審: 江下毅 |
| #596 | 2005年1月23日 15:26 |                            |                               |                                       | 八尾市立総合体育館 観客数: 1,500人 主審: 高橋憲太郎 副審: 江下毅 |

| #597 | 2005年1月23日 13:05 |                            |                               |                        |                                                                |
| #597 | 2005年1月23日 13:05 | 東レ・アローズ （6勝14敗） | 0 - 3 (22-25) (19-25) (21-25) | シーガルズ （11勝9敗） | 佐賀県総合体育館 観客数: 2,825人 主審: 山田道人 副審: 溝口正勝 |
| #597 | 2005年1月23日 13:05 |                            |                               |                        | 佐賀県総合体育館 観客数: 2,825人 主審: 山田道人 副審: 溝口正勝 |

| #598 | 2005年1月23日 14:57 |                                        |                                       |                                  |                                                              |
| #598 | 2005年1月23日 14:57 | パイオニアレッドウィングス （17勝3敗） | 3 - 1 (21-25) (34-32) (25-13) (25-12) | 久光製薬スプリングス （11勝9敗） | 佐賀県総合体育館 観客数: 2,964人 主審: 塚本健 副審: 代居正巳 |
| #598 | 2005年1月23日 14:57 |                                        |                                       |                                  | 佐賀県総合体育館 観客数: 2,964人 主審: 塚本健 副審: 代居正巳 |

#### 1月29日
| #599 | 2005年1月29日 14:00 |                                |                               |                               |                                                              |
| #599 | 2005年1月29日 14:00 | 日立佐和リヴァーレ （7勝14敗） | 0 - 3 (14-25) (17-25) (18-25) | NECレッドロケッツ （15勝4敗） | 京都府立体育館 観客数: 2,300人 主審: 三見洋子 副審: 大塚春夫 |
| #599 | 2005年1月29日 14:00 |                                |                               |                               | 京都府立体育館 観客数: 2,300人 主審: 三見洋子 副審: 大塚春夫 |

| #600 | 2005年1月29日 16:04 |                                       |                                               |                            |                                                              |
| #600 | 2005年1月29日 16:04 | デンソー・エアリービーズ （11勝10敗） | 3 - 2 (25-19) (28-30) (19-25) (27-25) (15-12) | 武富士バンブー （7勝12敗） | 京都府立体育館 観客数: 2,500人 主審: 田野敏彦 副審: 北村友香 |
| #600 | 2005年1月29日 16:04 |                                       |                                               |                            | 京都府立体育館 観客数: 2,500人 主審: 田野敏彦 副審: 北村友香 |

| #601 | 2005年1月29日 14:00 |                                        |                       |                          |                                                                    |
| #601 | 2005年1月29日 14:00 | パイオニアレッドウィングス （18勝3敗） | 3 - 0 (25-20) (25-19) | 茂原アルカス （3勝18敗） | 小真木原総合体育館 観客数: 1,580人 主審: 佐々木克之 副審: 佐藤陽一 |
| #601 | 2005年1月29日 14:00 |                                        |                       |                          | 小真木原総合体育館 観客数: 1,580人 主審: 佐々木克之 副審: 佐藤陽一 |

| #602 | 2005年1月29日 16:00 |                         |                               |                            |                                                                  |
| #602 | 2005年1月29日 16:00 | シーガルズ （11勝10敗） | 1 - 3 (27-25) (22-25) (20-25) | JTマーヴェラス （13勝8敗） | 小真木原総合体育館 観客数: 1,720人 主審: 斎藤篤 副審: 阿部広太郎 |
| #602 | 2005年1月29日 16:00 |                         |                               |                            | 小真木原総合体育館 観客数: 1,720人 主審: 斎藤篤 副審: 阿部広太郎 |

#### 1月30日
| #603 | 2005年1月30日 13:05 |                                       |                                       |                               |                                                              |
| #603 | 2005年1月30日 13:05 | デンソー・エアリービーズ （12勝10敗） | 3 - 1 (31-33) (25-23) (25-16) (25-21) | NECレッドロケッツ （15勝5敗） | 京都府立体育館 観客数: 2,500人 主審: 田野敏彦 副審: 北村友香 |
| #603 | 2005年1月30日 13:05 |                                       |                                       |                               | 京都府立体育館 観客数: 2,500人 主審: 田野敏彦 副審: 北村友香 |

| #604 | 2005年1月30日 15:25 |                                |                                              |                            |                                                              |
| #604 | 2005年1月30日 15:25 | 日立佐和リヴァーレ （7勝15敗） | 2 - 3 (25-10) (25-16) (22-25) (14-25) (9-15) | 武富士バンブー （8勝12敗） | 京都府立体育館 観客数: 2,800人 主審: 三見洋子 副審: 大塚春夫 |
| #604 | 2005年1月30日 15:25 |                                |                                              |                            | 京都府立体育館 観客数: 2,800人 主審: 三見洋子 副審: 大塚春夫 |

| #605 | 2005年1月30日 13:05 |                                        |                               |                            |                                                                      |
| #605 | 2005年1月30日 13:05 | パイオニアレッドウィングス （19勝3敗） | 3 - 0 (25-16) (25-20) (25-17) | JTマーヴェラス （13勝9敗） | 小真木原総合体育館 観客数: 2,770人 主審: 佐々木克之 副審: 阿部広太郎 |
| #605 | 2005年1月30日 13:05 |                                        |                               |                            | 小真木原総合体育館 観客数: 2,770人 主審: 佐々木克之 副審: 阿部広太郎 |

| #606 | 2005年1月30日 15:00 |                         |                                               |                          |                                                                |
| #606 | 2005年1月30日 15:00 | シーガルズ （11勝11敗） | 2 - 3 (21-25) (20-25) (25-23) (25-19) (14-16) | 茂原アルカス （4勝18敗） | 小真木原総合体育館 観客数: 2,850人 主審: 斎藤篤 副審: 佐藤陽一 |
| #606 | 2005年1月30日 15:00 |                         |                                               |                          | 小真木原総合体育館 観客数: 2,850人 主審: 斎藤篤 副審: 佐藤陽一 |

#### 2月5日
| #607 | 2005年2月5日 14:05 |                               |                                               |                             |                                                                        |
| #607 | 2005年2月5日 14:05 | NECレッドロケッツ （16勝5敗） | 3 - 2 (25-22) (21-25) (25-22) (26-28) (18-16) | JTマーヴェラス （13勝10敗） | 浦安市運動公園総合体育館 観客数: 2,316人 主審: 印藤智一 副審: 児玉泰平 |
| #607 | 2005年2月5日 14:05 |                               |                                               |                             | 浦安市運動公園総合体育館 観客数: 2,316人 主審: 印藤智一 副審: 児玉泰平 |

| #608 | 2005年2月5日 16:58 |                            |                                       |                          |                                                                        |
| #608 | 2005年2月5日 16:58 | 武富士バンブー （9勝12敗） | 3 - 1 (25-20) (25-19) (23-25) (25-23) | 茂原アルカス （4勝19敗） | 浦安市運動公園総合体育館 観客数: 1,800人 主審: 山田道人 副審: 田代英明 |
| #608 | 2005年2月5日 16:58 |                            |                                       |                          | 浦安市運動公園総合体育館 観客数: 1,800人 主審: 山田道人 副審: 田代英明 |

| #609 | 2005年2月5日 14:00 |                                       |                               |                                   |                                                                |
| #609 | 2005年2月5日 14:00 | デンソー・エアリービーズ （13勝10敗） | 3 - 1 (21-25) (25-19) (25-16) | 久光製薬スプリングス （11勝10敗） | 西尾市総合体育館 観客数: 2,100人 主審: 小林朝実 副審: 村上成司 |
| #609 | 2005年2月5日 14:00 |                                       |                               |                                   | 西尾市総合体育館 観客数: 2,100人 主審: 小林朝実 副審: 村上成司 |

| #610 | 2005年2月5日 16:10 |                            |                                       |                                |                                                            |
| #610 | 2005年2月5日 16:10 | 東レ・アローズ （7勝14敗） | 3 - 1 (25-22) (33-31) (24-26) (25-20) | 日立佐和リヴァーレ （7勝16敗） | 西尾市総合体育館 観客数: 2,000人 主審: 冨田満 副審: 舘健一 |
| #610 | 2005年2月5日 16:10 |                            |                                       |                                | 西尾市総合体育館 観客数: 2,000人 主審: 冨田満 副審: 舘健一 |

#### 2月6日
| #611 | 2005年2月6日 13:05 |                             |                                              |                            |                                                                      |
| #611 | 2005年2月6日 13:05 | JTマーヴェラス （14勝10敗） | 3 - 2 (25-19) (25-23) (21-25) (19-25) (15-7) | 武富士バンブー （9勝13敗） | 浦安市運動公園総合体育館 観客数: 2,100人 主審: 山田道人 副審: 杉山哲 |
| #611 | 2005年2月6日 13:05 |                             |                                              |                            | 浦安市運動公園総合体育館 観客数: 2,100人 主審: 山田道人 副審: 杉山哲 |

| #612 | 2005年2月6日 15:45 |                               |                                       |                          |                                                                        |
| #612 | 2005年2月6日 15:45 | NECレッドロケッツ （17勝5敗） | 3 - 1 (23-25) (25-21) (25-14) (27-25) | 茂原アルカス （4勝20敗） | 浦安市運動公園総合体育館 観客数: 2,000人 主審: 印藤智一 副審: 田代英明 |
| #612 | 2005年2月6日 15:45 |                               |                                       |                          | 浦安市運動公園総合体育館 観客数: 2,000人 主審: 印藤智一 副審: 田代英明 |

| #613 | 2005年2月6日 13:00 |                                   |                                       |                                |                                                              |
| #613 | 2005年2月6日 13:00 | 久光製薬スプリングス （12勝10敗） | 3 - 1 (25-20) (20-25) (30-28) (25-18) | 日立佐和リヴァーレ （7勝17敗） | 豊橋市総合体育館 観客数: 2,200人 主審: 小林朝実 副審: 大下孝 |
| #613 | 2005年2月6日 13:00 |                                   |                                       |                                | 豊橋市総合体育館 観客数: 2,200人 主審: 小林朝実 副審: 大下孝 |

| #614 | 2005年2月6日 15:33 |                                       |                                               |                            |                                                              |
| #614 | 2005年2月6日 15:33 | デンソー・エアリービーズ （14勝10敗） | 3 - 2 (25-20) (19-25) (17-25) (25-22) (15-10) | 東レ・アローズ （7勝15敗） | 豊橋市総合体育館 観客数: 2,550人 主審: 村上成司 副審: 冨田満 |
| #614 | 2005年2月6日 15:33 |                                       |                                               |                            | 豊橋市総合体育館 観客数: 2,550人 主審: 村上成司 副審: 冨田満 |

#### 2月12日
| #615 | 2005年2月12日 14:05 |                               |                                       |                            |                                                                        |
| #615 | 2005年2月12日 14:05 | NECレッドロケッツ （17勝5敗） | 1 - 3 (25-20) (21-25) (18-25) (21-25) | 東レ・アローズ （8勝15敗） | 川越運動公園総合体育館 観客数: 2,967人 主審: 利根川忠史 副審: 岩田博雄 |
| #615 | 2005年2月12日 14:05 |                               |                                       |                            | 川越運動公園総合体育館 観客数: 2,967人 主審: 利根川忠史 副審: 岩田博雄 |

| #616 | 2005年2月12日 16:25 |                             |                                               |                                   |                                                                        |
| #616 | 2005年2月12日 16:25 | 武富士バンブー （10勝13敗） | 3 - 2 (25-21) (33-35) (25-23) (20-25) (15-11) | 久光製薬スプリングス （12勝11敗） | 川越運動公園総合体育館 観客数: 2,967人 主審: 小林朝実 副審: 佐々木克之 |
| #616 | 2005年2月12日 16:25 |                             |                                               |                                   | 川越運動公園総合体育館 観客数: 2,967人 主審: 小林朝実 副審: 佐々木克之 |

| #617 | 2005年2月12日 14:00 |                                |                              |                                        |                                                        |
| #617 | 2005年2月12日 14:00 | 日立佐和リヴァーレ （7勝18敗） | 0 - 3 (9-25) (21-25) (17-25) | パイオニアレッドウィングス （20勝3敗） | 岡山県体育館 観客数: 885人 主審: 勝又正 副審: 山本浩之 |
| #617 | 2005年2月12日 14:00 |                                |                              |                                        | 岡山県体育館 観客数: 885人 主審: 勝又正 副審: 山本浩之 |

| #618 | 2005年2月12日 16:00 |                         |                       |                                       |                                                            |
| #618 | 2005年2月12日 16:00 | シーガルズ （12勝11敗） | 3 - 0 (29-27) (25-15) | デンソー・エアリービーズ （14勝11敗） | 岡山県体育館 観客数: 1,103人 主審: 石井洋壮 副審: 田野敏彦 |
| #618 | 2005年2月12日 16:00 |                         |                       |                                       | 岡山県体育館 観客数: 1,103人 主審: 石井洋壮 副審: 田野敏彦 |

#### 2月13日
| #619 | 2005年2月13日 13:00 |                               |                                               |                                   |                                                                          |
| #619 | 2005年2月13日 13:00 | NECレッドロケッツ （18勝6敗） | 3 - 2 (22-25) (25-20) (21-25) (25-16) (15-10) | 久光製薬スプリングス （12勝12敗） | 川越運動公園総合体育館 観客数: 2,872人 主審: 利根川忠史 副審: 小野沢一史 |
| #619 | 2005年2月13日 13:00 |                               |                                               |                                   | 川越運動公園総合体育館 観客数: 2,872人 主審: 利根川忠史 副審: 小野沢一史 |

| #620 | 2005年2月13日 15:30 |                             |                               |                            |                                                                        |
| #620 | 2005年2月13日 15:30 | 武富士バンブー （11勝13敗） | 3 - 0 (25-20) (26-24) (25-21) | 東レ・アローズ （8勝16敗） | 川越運動公園総合体育館 観客数: 2,872人 主審: 佐々木克之 副審: 小林朝実 |
| #620 | 2005年2月13日 15:30 |                             |                               |                            | 川越運動公園総合体育館 観客数: 2,872人 主審: 佐々木克之 副審: 小林朝実 |

| #621 | 2005年2月13日 13:00 |                                       |                               |                                        |                                                                        |
| #621 | 2005年2月13日 13:00 | デンソー・エアリービーズ （14勝12敗） | 0 - 3 (22-25) (15-25) (20-25) | パイオニアレッドウィングス （21勝3敗） | 山陽町ふれあい公園体育館 観客数: 1,208人 主審: 田野敏彦 副審: 織本昌朗 |
| #621 | 2005年2月13日 13:00 |                                       |                               |                                        | 山陽町ふれあい公園体育館 観客数: 1,208人 主審: 田野敏彦 副審: 織本昌朗 |

| #622 | 2005年2月13日 15:00 |                                |                               |                         |                                                                      |
| #622 | 2005年2月13日 15:00 | 日立佐和リヴァーレ （7勝19敗） | 0 - 3 (15-25) (23-25) (21-25) | シーガルズ （13勝11敗） | 山陽町ふれあい公園体育館 観客数: 1,316人 主審: 勝又正 副審: 石井洋壮 |
| #622 | 2005年2月13日 15:00 |                                |                               |                         | 山陽町ふれあい公園体育館 観客数: 1,316人 主審: 勝又正 副審: 石井洋壮 |

#### 2月19日
| #623 | 2005年2月19日 14:10 |                                        |                                       |                               |                                                                  |
| #623 | 2005年2月19日 14:10 | パイオニアレッドウィングス （21勝4敗） | 1 - 3 (16-25) (24-26) (29-27) (14-25) | NECレッドロケッツ （19勝6敗） | 熊本県立総合体育館 観客数: 3,310人 主審: 石井洋壮 副審: 代居正巳 |
| #623 | 2005年2月19日 14:10 |                                        |                                       |                               | 熊本県立総合体育館 観客数: 3,310人 主審: 石井洋壮 副審: 代居正巳 |

| #624 | 2005年2月19日 16:42 |                         |                                       |                             |                                                                    |
| #624 | 2005年2月19日 16:42 | シーガルズ （14勝11敗） | 3 - 1 (25-17) (25-27) (25-19) (25-18) | 武富士バンブー （11勝14敗） | 熊本県立総合体育館 観客数: 3,310人 主審: 高橋憲太郎 副審: 坂梨正文 |
| #624 | 2005年2月19日 16:42 |                         |                                       |                             | 熊本県立総合体育館 観客数: 3,310人 主審: 高橋憲太郎 副審: 坂梨正文 |

| #625 | 2005年2月19日 14:00 |                             |                                       |                            |                                                                  |
| #625 | 2005年2月19日 14:00 | JTマーヴェラス （14勝11敗） | 1 - 3 (18-25) (25-21) (20-25) (18-25) | 東レ・アローズ （9勝16敗） | 姫路市立中央体育館 観客数: 3,000人 主審: 村上成司 副審: 芦田光巨 |
| #625 | 2005年2月19日 14:00 |                             |                                       |                            | 姫路市立中央体育館 観客数: 3,000人 主審: 村上成司 副審: 芦田光巨 |

| #626 | 2005年2月19日 16:20 |                                   |                               |                          |                                                                  |
| #626 | 2005年2月19日 16:20 | 久光製薬スプリングス （13勝12敗） | 3 - 0 (25-21) (25-16) (29-27) | 茂原アルカス （4勝21敗） | 姫路市立中央体育館 観客数: 2,900人 主審: 田野敏彦 副審: 田中昌宏 |
| #626 | 2005年2月19日 16:20 |                                   |                               |                          | 姫路市立中央体育館 観客数: 2,900人 主審: 田野敏彦 副審: 田中昌宏 |

#### 2月20日
| #627 | 2005年2月20日 13:00 |                                        |                                       |                             |                                                              |
| #627 | 2005年2月20日 13:00 | パイオニアレッドウィングス （21勝5敗） | 2 - 3 (25-20) (19-25) (25-22) (15-17) | 武富士バンブー （12勝14敗） | 阿蘇市立体育館 観客数: 2,270人 主審: 代居正巳 副審: 坂梨正文 |
| #627 | 2005年2月20日 13:00 |                                        |                                       |                             | 阿蘇市立体育館 観客数: 2,270人 主審: 代居正巳 副審: 坂梨正文 |

| #628 | 2005年2月20日 15:35 |                         |               |                               |                                                                |
| #628 | 2005年2月20日 15:35 | シーガルズ （14勝12敗） | 0 - 3 (23-25) | NECレッドロケッツ （20勝6敗） | 阿蘇市立体育館 観客数: 2,427人 主審: 高橋憲太郎 副審: 石井洋壮 |
| #628 | 2005年2月20日 15:35 |                         |               |                               | 阿蘇市立体育館 観客数: 2,427人 主審: 高橋憲太郎 副審: 石井洋壮 |

| #629 | 2005年2月20日 13:05 |                          |                                              |                             |                                                                                                |
| #629 | 2005年2月20日 13:05 | 茂原アルカス （4勝22敗） | 2 - 3 (25-23) (23-25) (25-20) (22-25) (7-15) | 東レ・アローズ （10勝16敗） | 神戸市総合運動公園体育館（グリーンアリーナ神戸） 観客数: 3,800人 主審: 芦田光巨 副審: 森岡伸次 |
| #629 | 2005年2月20日 13:05 |                          |                                              |                             | 神戸市総合運動公園体育館（グリーンアリーナ神戸） 観客数: 3,800人 主審: 芦田光巨 副審: 森岡伸次 |

| #630 | 2005年2月20日 15:37 |                             |                                               |                                   |                                                                                                |
| #630 | 2005年2月20日 15:37 | JTマーヴェラス （14勝12敗） | 2 - 3 (25-22) (25-16) (23-25) (32-34) (11-15) | 久光製薬スプリングス （14勝12敗） | 神戸市総合運動公園体育館（グリーンアリーナ神戸） 観客数: 4,400人 主審: 村上成司 副審: 田野敏彦 |
| #630 | 2005年2月20日 15:37 |                             |                                               |                                   | 神戸市総合運動公園体育館（グリーンアリーナ神戸） 観客数: 4,400人 主審: 村上成司 副審: 田野敏彦 |

#### 2月27日
| #631 | 2005年2月27日 13:00 |                          |                               |                             | |
| #631 | 2005年2月27日 13:00 | 茂原アルカス （4勝23敗） | 0 - 3 (17-25) (21-25) (19-25) | JTマーヴェラス （15勝12敗） | 大阪府立門真スポーツセンター（なみはやドーム・サブアリーナ） 観客数: 1,438人 主審: 加治健男 副審: 高橋憲太郎 |
| #631 | 2005年2月27日 13:00 |                          |                               |                             | 大阪府立門真スポーツセンター（なみはやドーム・サブアリーナ） 観客数: 1,438人 主審: 加治健男 副審: 高橋憲太郎 |

| #632 | 2005年2月27日 13:00 |                                        |                                              |                         |                                                            |
| #632 | 2005年2月27日 13:00 | パイオニアレッドウィングス （22勝5敗） | 3 - 2 (20-25) (25-20) (25-17) (21-25) (15-9) | シーガルズ （14勝13敗） | 横浜国際プール 観客数: 1,800人 主審: 小柴滋 副審: 田中昭彦 |
| #632 | 2005年2月27日 13:00 |                                        |                                              |                         | 横浜国際プール 観客数: 1,800人 主審: 小柴滋 副審: 田中昭彦 |

| #633 | 2005年2月27日 15:41 |                             |                                               |                               |                                                            |
| #633 | 2005年2月27日 15:41 | 武富士バンブー （13勝14敗） | 3 - 2 (23-25) (25-19) (22-25) (30-28) (18-16) | NECレッドロケッツ （20勝7敗） | 横浜国際プール 観客数: 3,540人 主審: 勝又正 副審: 田代英明 |
| #633 | 2005年2月27日 15:41 |                             |                                               |                               | 横浜国際プール 観客数: 3,540人 主審: 勝又正 副審: 田代英明 |

| #634 | 2005年2月27日 13:05 |                             |                                       |                                   |                                                                |
| #634 | 2005年2月27日 13:05 | 東レ・アローズ （11勝16敗） | 3 - 1 (28-26) (20-25) (25-22) (31-29) | 久光製薬スプリングス （14勝13敗） | 野洲市総合体育館 観客数: 2,380人 主審: 田野昭彦 副審: 浅見靖人 |
| #634 | 2005年2月27日 13:05 |                             |                                       |                                   | 野洲市総合体育館 観客数: 2,380人 主審: 田野昭彦 副審: 浅見靖人 |

| #635 | 2005年2月27日 14:00 |                                       |                                       |                                |                                                                |
| #635 | 2005年2月27日 14:00 | デンソー・エアリービーズ （15勝12敗） | 3 - 1 (25-19) (21-25) (25-16) (25-20) | 日立佐和リヴァーレ （7勝20敗） | 西部総合公園体育館 観客数: 1,300人 主審: 大塚達也 副審: 冨田満 |
| #635 | 2005年2月27日 14:00 |                                       |                                       |                                | 西部総合公園体育館 観客数: 1,300人 主審: 大塚達也 副審: 冨田満 |

#### 3Legの結果
| 順位 | チーム名                   | 試合数 | 勝数 | 敗数 | 勝率  | 備考           |
| ---- | -------------------------- | ------ | ---- | ---- | ----- | -------------- |
| 1    | パイオニアレッドウィングス | 9      | 7    | 2    | 0.778 | セット率 2.667 |
| 2    | デンソー・エアリービーズ   | 9      | 7    | 2    | 0.778 | セット率 1.643 |
| 3    | NECレッドロケッツ          | 9      | 6    | 3    | 0.667 | セット率 1.467 |
| 4    | 武富士バンブー             | 9      | 6    | 3    | 0.667 | セット率 1.278 |
| 5    | シーガルズ                 | 9      | 5    | 4    | 0.556 | セット率 1.538 |
| 6    | 東レ・アローズ             | 9      | 5    | 4    | 0.556 | セット率 0.944 |
| 7    | 久光製薬スプリングス       | 9      | 3    | 6    | 0.333 | セット率 0.762 |
| 8    | JTマーヴェラス             | 9      | 3    | 6    | 0.333 | セット率 0.714 |
| 9    | 日立佐和リヴァーレ         | 9      | 2    | 7    | 0.222 |                |
| 10   | 茂原アルカス               | 9      | 1    | 8    | 0.111 |                |

### レギュラーラウンドの結果
| 順位 | チーム名                   | 試合数 | 勝数 | 敗数 | 勝率  | 備考           |
| ---- | -------------------------- | ------ | ---- | ---- | ----- | -------------- |
| 1    | パイオニアレッドウィングス | 27     | 22   | 5    | 0.815 |                |
| 2    | NECレッドロケッツ          | 27     | 20   | 7    | 0.741 |                |
| 3    | JTマーヴェラス             | 27     | 15   | 12   | 0.556 | セット率 1.319 |
| 4    | デンソー・エアリービーズ   | 27     | 15   | 12   | 0.556 | セット率 0.930 |
| 5    | シーガルズ                 | 27     | 14   | 13   | 0.519 | セット率 1.143 |
| 6    | 久光製薬スプリングス       | 27     | 14   | 13   | 0.519 | セット率 1.080 |
| 7    | 武富士バンブー             | 27     | 13   | 14   | 0.481 |                |
| 8    | 東レ・アローズ             | 27     | 11   | 16   | 0.407 |                |
| 9    | 日立佐和リヴァーレ         | 27     | 7    | 20   | 0.259 |                |
| 10   | 茂原アルカス               | 27     | 4    | 23   | 0.148 |                |

### ファイナルラウンド
セミファイナルリーグ

#### 3月4日
| #636 | 2005年3月4日 16:00 |                                  |                                       |                                     |                                                          |
| #636 | 2005年3月4日 16:00 | デンソー・エアリービーズ （1敗） | 1 - 3 (22-25) (19-25) (25-23) (13-25) | パイオニアレッドウィングス （勝敗） | 東京体育館 観客数: 2,000人 主審: 利根川忠史 副審: 小柴滋 |
| #636 | 2005年3月4日 16:00 |                                  |                                       |                                     | 東京体育館 観客数: 2,000人 主審: 利根川忠史 副審: 小柴滋 |

| #637 | 2005年3月4日 18:20 |                           |                                               |                        |                                                            |
| #637 | 2005年3月4日 18:20 | NECレッドロケッツ （1敗） | 2 - 3 (25-16) (18-25) (25-15) (21-25) (13-15) | JTマーヴェラス （1勝） | 東京体育館 観客数: 2,900人 主審: 佐々木克之 副審: 石井洋壮 |
| #637 | 2005年3月4日 18:20 |                           |                                               |                        | 東京体育館 観客数: 2,900人 主審: 佐々木克之 副審: 石井洋壮 |

#### 3月5日
| #638 | 2005年3月5日 14:05 |                           |                               |                                    |                                                          |
| #638 | 2005年3月5日 14:05 | JTマーヴェラス （1勝1敗） | 0 - 3 (17-25) (14-25) (15-25) | パイオニアレッドウィングス （2勝） | 東京体育館 観客数: 4,500人 主審: 小柴滋 副審: 佐々木克之 |
| #638 | 2005年3月5日 14:05 |                           |                               |                                    | 東京体育館 観客数: 4,500人 主審: 小柴滋 副審: 佐々木克之 |

| #639 | 2005年3月5日 15:50 |                              |                               |                                  |                                                            |
| #639 | 2005年3月5日 15:50 | NECレッドロケッツ （1勝1敗） | 3 - 0 (25-15) (25-21) (25-13) | デンソー・エアリービーズ （2敗） | 東京体育館 観客数: 4,500人 主審: 石井洋壮 副審: 利根川忠史 |
| #639 | 2005年3月5日 15:50 |                              |                               |                                  | 東京体育館 観客数: 4,500人 主審: 石井洋壮 副審: 利根川忠史 |

#### 3月6日
| #640 | 2005年3月6日 14:05 |                              |                                       |                                       |                                                            |
| #640 | 2005年3月6日 14:05 | NECレッドロケッツ （2勝1敗） | 3 - 1 (25-14) (27-25) (20-25) (25-15) | パイオニアレッドウィングス （2勝1敗） | 東京体育館 観客数: 6,500人 主審: 利根川忠史 副審: 石井洋壮 |
| #640 | 2005年3月6日 14:05 |                              |                                       |                                       | 東京体育館 観客数: 6,500人 主審: 利根川忠史 副審: 石井洋壮 |

| #641 | 2005年3月6日 16:25 |                           |                                       |                                  |                                                            |
| #641 | 2005年3月6日 16:25 | JTマーヴェラス （2勝1敗） | 3 - 1 (28-26) (23-25) (25-22) (25-21) | デンソー・エアリービーズ （3敗） | 東京体育館 観客数: 4,000人 主審: 佐々木克之 副審: 小林朝実 |
| #641 | 2005年3月6日 16:25 |                           |                                       |                                  | 東京体育館 観客数: 4,000人 主審: 佐々木克之 副審: 小林朝実 |

#### 3月18日
3位決定戦
| #643 | 2005年3月18日 18:05 |                |                                       |                          |                                                                      |
| #643 | 2005年3月18日 18:05 | JTマーヴェラス | 1 - 3 (25-23) (22-25) (21-25) (17-25) | デンソー・エアリービーズ | 川崎市とどろきアリーナ 観客数: 2,100人 主審: 加治健男 副審: 村上成司 |
| #643 | 2005年3月18日 18:05 |                |                                       |                          | 川崎市とどろきアリーナ 観客数: 2,100人 主審: 加治健男 副審: 村上成司 |

優勝決定戦（第1戦）
| #642 | 2005年3月18日 15:05 |                                    |                               |                           |                                                                      |
| #642 | 2005年3月18日 15:05 | パイオニアレッドウィングス （1敗） | 0 - 3 (20-25) (19-25) (22-25) | NECレッドロケッツ （1勝） | 川崎市とどろきアリーナ 観客数: 1,800人 主審: 勝又正 副審: 利根川忠史 |
| #642 | 2005年3月18日 15:05 |                                    |                               |                           | 川崎市とどろきアリーナ 観客数: 1,800人 主審: 勝又正 副審: 利根川忠史 |

#### 3月19日
優勝決定戦（第2戦）
| #644 | 2005年3月19日 13:08 |                                       |                                       |                              |                                                                    |
| #644 | 2005年3月19日 13:08 | パイオニアレッドウィングス （1勝1敗） | 3 - 1 (25-21) (25-27) (25-14) (25-22) | NECレッドロケッツ （1勝1敗） | 川崎市とどろきアリーナ 観客数: 3,700人 主審: 伊藤博之 副審: 勝又正 |
| #644 | 2005年3月19日 13:08 |                                       |                                       |                              | 川崎市とどろきアリーナ 観客数: 3,700人 主審: 伊藤博之 副審: 勝又正 |

両者1勝1敗となり、優勝決定は第3戦に持ち越された。

#### 3月20日
優勝決定戦（第3戦）
| #645 | 2005年3月20日 13:08 |                                       |                               |                              |                                                                        |
| #645 | 2005年3月20日 13:08 | パイオニアレッドウィングス （1勝2敗） | 1 - 3 (19-25) (25-16) (18-25) | NECレッドロケッツ （2勝1敗） | 川崎市とどろきアリーナ 観客数: 3,100人 主審: 利根川忠史 副審: 伊藤博之 |
| #645 | 2005年3月20日 13:08 |                                       |                               |                              | 川崎市とどろきアリーナ 観客数: 3,100人 主審: 利根川忠史 副審: 伊藤博之 |

### 最終順位
| 順位   | チーム名                   | 備考     |
| ------ | -------------------------- | -------- |
| 優勝   | NECレッドロケッツ          |          |
| 準優勝 | パイオニアレッドウィングス |          |
| 3      | デンソー・エアリービーズ   |          |
| 4      | JTマーヴェラス             |          |
| 5      | シーガルズ                 |          |
| 6      | 久光製薬スプリングス       |          |
| 7      | 武富士バンブー             |          |
| 8      | 東レ・アローズ             |          |
| 9      | 日立佐和リヴァーレ         | 入替戦へ |
| 10     | 茂原アルカス               | 入替戦へ |

### 個人賞
| No. | 賞名             | 受賞者                   | 所属チーム                 | 備考                |
| --- | ---------------- | ------------------------ | -------------------------- | ------------------- |
| 1   | 優勝監督賞       | 吉川正博                 | NECレッドロケッツ          |                     |
| 2   | 最高殊勲選手賞   | 仁木希                   | NECレッドロケッツ          |                     |
| 3   | 敢闘賞           | フランシーヌ・フールマン | パイオニアレッドウィングス |                     |
| 4   | 最優秀新人賞     | 河村めぐみ               | NECレッドロケッツ          |                     |
| 5   | ベスト6          | 仁木希                   | NECレッドロケッツ          |                     |
| 5   | ベスト6          | 大貫美奈子               | NECレッドロケッツ          |                     |
| 5   | ベスト6          | 佐々木みき               | パイオニアレッドウィングス |                     |
| 5   | ベスト6          | フランシーヌ・フールマン | パイオニアレッドウィングス |                     |
| 5   | ベスト6          | 熊前知加子               | JTマーヴェラス             |                     |
| 5   | ベスト6          | 先野久美子               | 久光製薬スプリングス       |                     |
| 6   | ベストリベロ賞   | 櫻井由香                 | デンソー・エアリービーズ   |                     |
| 7   | レシーブ賞       | 菅山かおる               | JTマーヴェラス             |                     |
| 8   | 得点王           | タイーバ・ハニーフ       | 武富士バンブー             | 総得点=753点        |
| 9   | スパイク賞       | 先野久美子               | 久光製薬スプリングス       | 決定率=49.0%        |
| 10  | ブロック賞       | フランシーヌ・フールマン | パイオニアレッドウィングス | 決定本数=0.94本/set |
| 11  | サーブ賞         | 板橋恵                   | 日立佐和リヴァーレ         | 効果率=15.1%        |
| 12  | サーブレシーブ賞 | 吉田あい                 | 久光製薬スプリングス       | 成功率=80.9%        |

### Vリーグ入替戦

#### 3月12日
| #646 | 2005年3月12日 |                              |                                       |                              |            |
| #646 | 2005年3月12日 | 茂原アルカス （Vリーグ10位） | 3 - 1 (25-18) (25-22) (19-25) (25-19) | 三洋電機大阪 （V1リーグ1位） | 鷹巣体育館 |
| #646 | 2005年3月12日 |                              |                                       |                              | 鷹巣体育館 |

| #647 | 2005年3月12日 |                                   |                                       |                            |            |
| #647 | 2005年3月12日 | 日立佐和リヴァーレ （Vリーグ9位） | 3 - 1 (25-17) (24-26) (25-16) (25-20) | トヨタ車体 （V1リーグ2位） | 鷹巣体育館 |
| #647 | 2005年3月12日 |                                   |                                       |                            | 鷹巣体育館 |

#### 3月13日
| #648 | 2005年3月13日 |                              |                       |                              |            |
| #648 | 2005年3月13日 | 茂原アルカス （Vリーグ10位） | 3 - 0 (25-13) (25-17) | 三洋電機大阪 （V1リーグ1位） | 鷹巣体育館 |
| #648 | 2005年3月13日 |                              |                       |                              | 鷹巣体育館 |

| #649 | 2005年3月13日 |                                   |                               |                            |            |
| #649 | 2005年3月13日 | 日立佐和リヴァーレ （Vリーグ9位） | 3 - 0 (25-21) (25-22) (25-18) | トヨタ車体 （V1リーグ2位） | 鷹巣体育館 |
| #649 | 2005年3月13日 |                                   |                               |                            | 鷹巣体育館 |

この結果、茂原と日立佐和が次期Vリーグの残留を決めた。